# Villers-Bretonneux
Pour les articles homonymes, voir Villers.
Villers-Bretonneux est une commune française située dans le département de la Somme en région Hauts-de-France. 
Elle est connue pour la bataille du même nom, qui s'est déroulée durant la Première Guerre mondiale, en 1918.

## Géographie

### Localisation
Villers-Bretonneux est un bourg picard de l'Amiénois.
À vol d'oiseau, la commune est située à 4 km au sud de Corbie, 16 km à l'est d'Amiens, 18 km au sud-ouest d'Albert et à 50 km au sud-ouest d'Arras.
Le territoire de la commune est limitrophe de ceux de neuf communes.
Les communes limitrophes sont Fouilloy, Aubercourt, Aubigny, Cachy, Démuin, Hamelet, Hangard, Lamotte-Warfusée et Marcelcave.

### Géologie et relief
Le sous-sol de la commune est crayeux avec des rognons de silex et des pyrites jaunes et blanches sous forme de globules arrondis de texture fibreuse, datant du Crétacé supérieur.
Le sol est couvert par le limon des plateaux.
Le relief de la commune est celui d'un plateau, le plateau du Santerre. La végétation est constituée pour l'essentiel par des espaces boisés comme le bois d'Aquenne.

### Hydrographie
La commune est située dans le bassin Artois-Picardie. Elle n'est drainée par aucun cours d'eau.

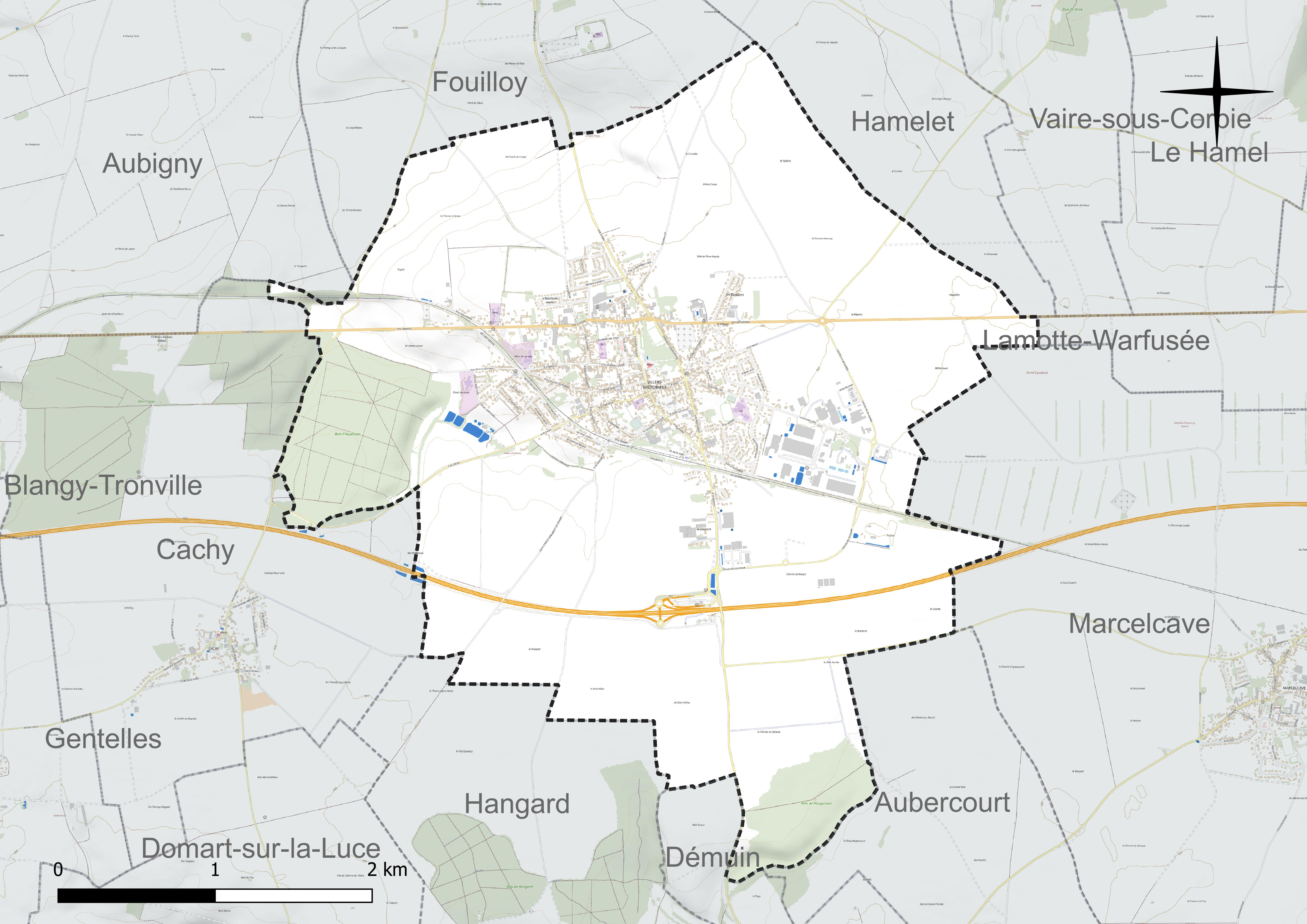
Réseau hydrographique de Villers-Bretonneux.

### Climat
Pour des articles plus généraux, voir Climat des Hauts-de-France et Climat de la Somme.
En 2010, le climat de la commune est de type climat océanique dégradé des plaines du Centre et du Nord, selon une étude du CNRS s'appuyant sur une série de données couvrant la période 1971-2000. En 2020, Météo-France publie une typologie des climats de la France métropolitaine dans laquelle la commune est exposée à un climat océanique et est dans la région climatique Nord-est du bassin Parisien, caractérisée par un ensoleillement médiocre, une pluviométrie moyenne régulièrement répartie au cours de l'année et un hiver froid (3 °C).
Pour la période 1971-2000, la température annuelle moyenne est de 10,1 °C, avec une amplitude thermique annuelle de 14,6 °C. Le cumul annuel moyen de précipitations est de 724 mm, avec 11,6 jours de précipitations en janvier et 8,5 jours en juillet. Pour la période 1991-2020, la température moyenne annuelle observée sur la station météorologique la plus proche, située sur la commune de Glisy à 9 km à vol d'oiseau, est de 11,1 °C et le cumul annuel moyen de précipitations est de 646,6 mm,. Pour l'avenir, les paramètres climatiques de la commune estimés pour 2050 selon différents scénarios d'émission de gaz à effet de serre sont consultables sur un site dédié publié par Météo-France en novembre 2022.

## Urbanisme

### Typologie
Au 1er janvier 2024, Villers-Bretonneux est catégorisée bourg rural, selon la nouvelle grille communale de densité à sept niveaux définie par l'Insee en 2022.
Elle appartient à l'unité urbaine de Villers-Bretonneux, une unité urbaine monocommunale constituant une ville isolée,. Par ailleurs la commune fait partie de l'aire d'attraction d'Amiens, dont elle est une commune de la couronne,. Cette aire, qui regroupe 369 communes, est catégorisée dans les aires de 200 000 à moins de 700 000 habitants,.

### Occupation des sols
L'occupation des sols de la commune, telle qu'elle ressort de la base de données européenne d'occupation biophysique des sols Corine Land Cover (CLC), est marquée par l'importance des territoires agricoles (70,6 % en 2018), en diminution par rapport à 1990 (77,9 %). La répartition détaillée en 2018 est la suivante : 
terres arables (70,6 %), zones urbanisées (14,2 %), forêts (8,6 %), zones industrielles ou commerciales et réseaux de communication (6,5 %). L'évolution de l'occupation des sols de la commune et de ses infrastructures peut être observée sur les différentes représentations cartographiques du territoire : la carte de Cassini (XVIIIe siècle), la carte d'état-major (1820-1866) et les cartes ou photos aériennes de l'IGN pour la période actuelle (1950 à aujourd'hui).

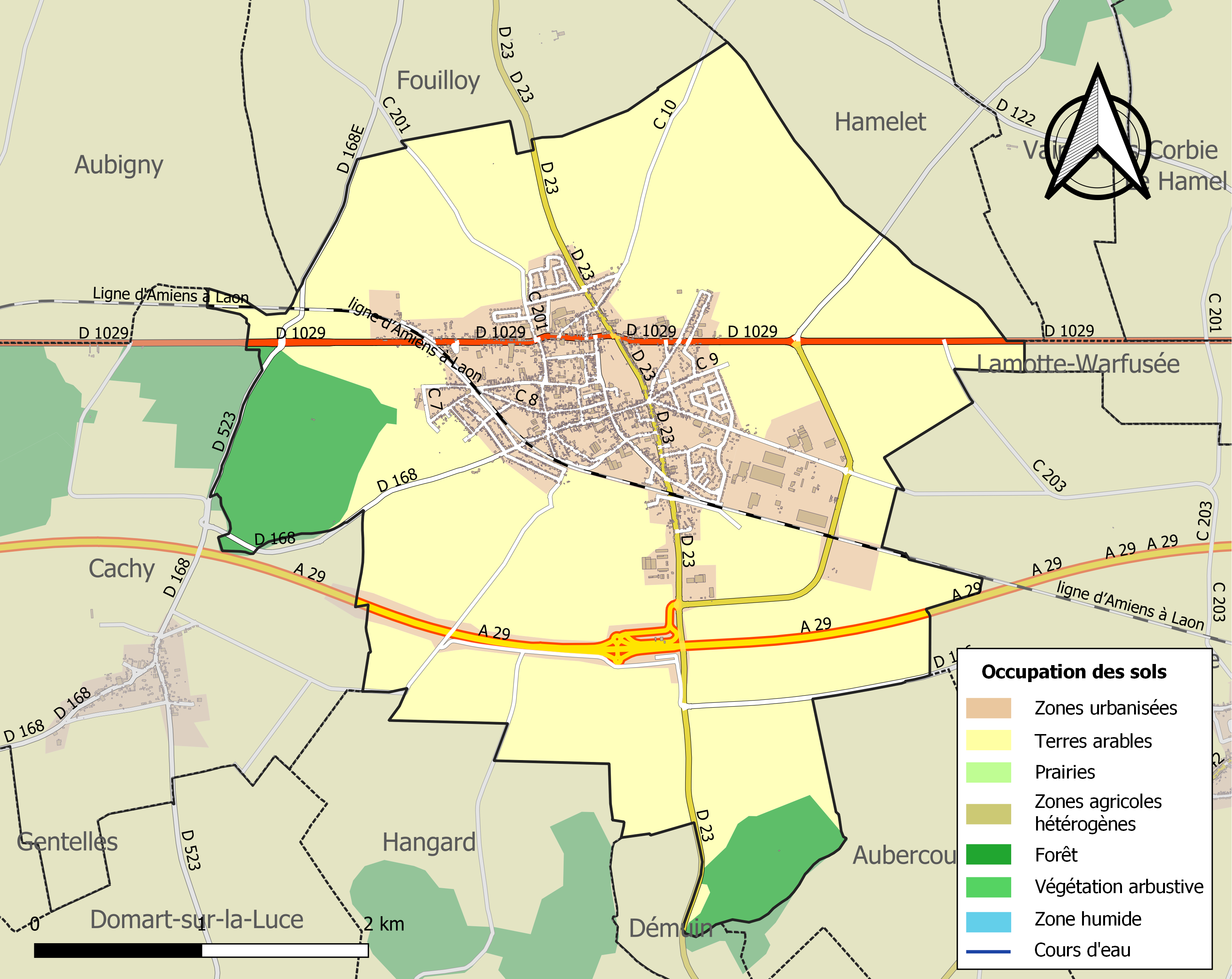
Carte des infrastructures et de l'occupation des sols de la commune en 2018 (CLC).

### Habitat
Villers-Bretonneux, modeste bourgade a connu un développement important grâce à l'implantation de l'industrie de la bonneterie au XIXe siècle. Après les destructions de la Première et de la Seconde Guerres mondiales, l'agglomération est reconstruite dans l'entre-deux-guerres. Le centre-ville concentre les bâtiments publics et l'essentiel des habitations.
La commune connaît aujourd'hui un nouveau développement grâce à la proximité de l'agglomération amiénoise et à une sortie de l'autoroute A 29 (Saint-Quentin - Le Havre). Des lotissements de maisons individuelles ont été construits.

### Voies de communication et transports
Le territoire de la commune est traversé par l'ancienne route nationale 29 (actuelle RD 1029), route parfaitement rectiligne épousant le tracé de l'ancienne voie romaine reliant Amiens à Saint-Quentin dans l'Aisne. L'agglomération est située au carrefour de la D 23 reliant Corbie à Moreuil.
La sortie  52 de l'autoroute A29 (Le Havre - Saint-Quentin) se trouve sur le territoire communal.
Villers-Bretonneux est également traversée par la route départementale 23 reliant Fouilloy à Moreuil.
La localité est desservie par les autocars du réseau inter-urbain Trans'80, Hauts-de-France (ligne no 47).
Villers-Bretonneux est située sur la ligne de chemin de fer d'Amiens à Laon via Tergnier. La gare de Villers-Bretonneux est desservie par le réseau TER Hauts-de-France.

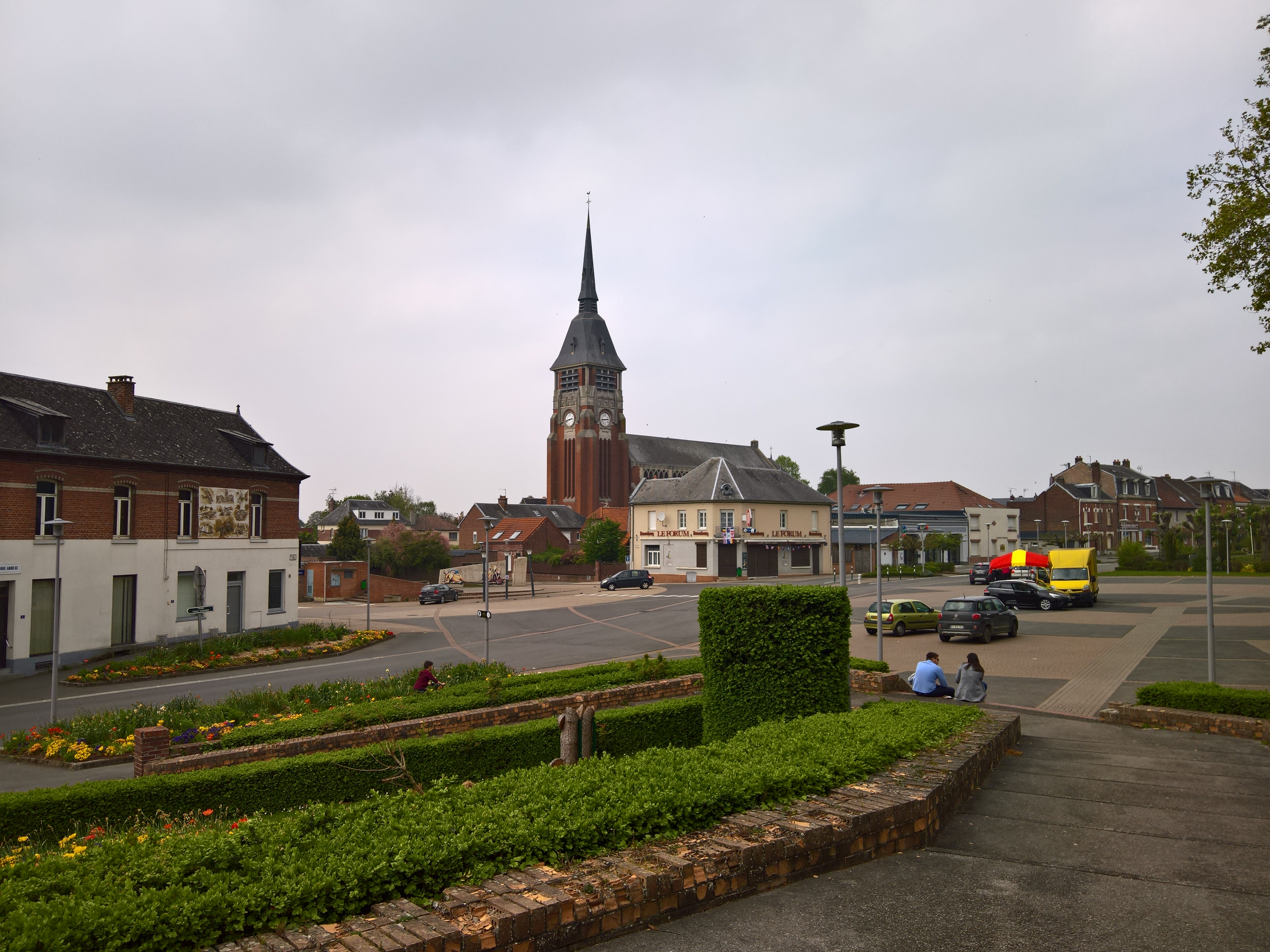
Paysage urbain, vu de l'hôtel-de-ville vers l'église.
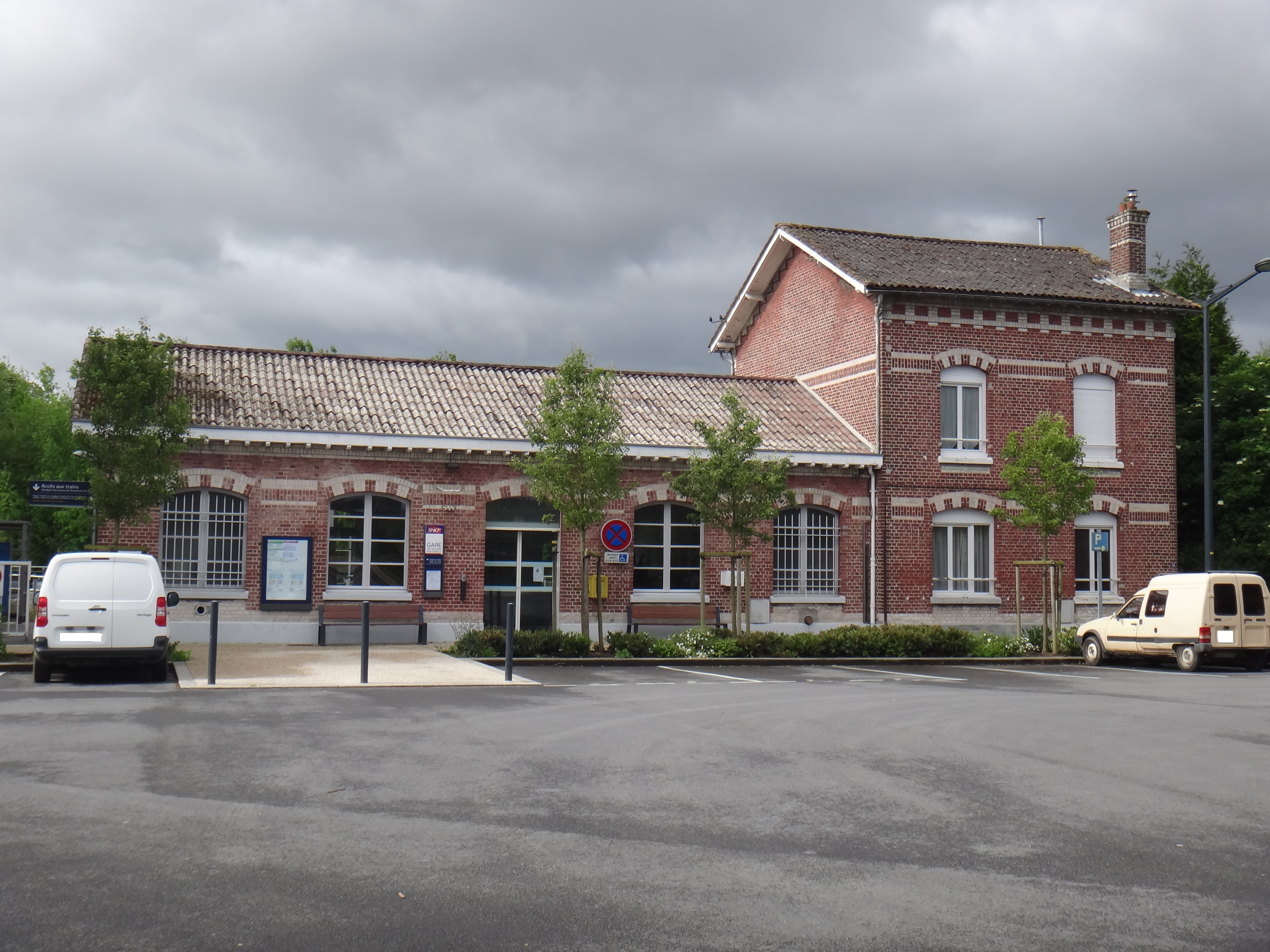
La gare de Villers-Bretonneux.

## Toponymie
Le nom de la localité est attesté sous les formes Vellareia (1102) ; Villare le bretoneux (1123) ; Vilers (1140) ; Vilariæ (1220) ; Villers le bretonneux (1221) ; Villare bretonis (1225) ; Vileirs (1226) ; Vilers le bretonels (1242) ; Villare le Bretoneus (1224-1270) ; Villare Britonosum (1590) ; Villers (1348) ; Villiers (1322) ; Villers-Bretonneux (1507) ; Villers Bretonnel (1522.) ; Villerium (1507) ; Villers-Brethonneux (1557) ; Villiers bretonneux (1557) ; Villers bertoneu (1579) ; Villiers brethonneux (1657) ; Villers bretoneulx (1657) ; Villers-Berthonneux (17..) ; Villers bretonnaux (1753).
L'origine du nom de la commune a donné lieu à plusieurs hypothèses :

Le nom Villers viendrait du bas-latin villare et Bretonneux du dialecte picard berthonneux qui signifie qui murmure, qui marmonne. Hypothèse jugée aujourd'hui peu crédible.
Une étude toponymique plus scientifique révèle que le nom de la commune serait vraisemblablement de formation germano-romane De villare désignant une villa gallo-romaine, puis un village, auquel fut associé le terme, Bretonneux, qui ferait référence à l'installation d'une population venant de l'île de Bretagne au moment des Grandes Invasions des IVe et Ve siècles.
En l'état actuel des connaissances, la première mention du nom de Villers-Bretonneux, Villaris Britanis dans un document écrit date de 1123. Ce ne fut qu'au XIIe siècle que fut ajouté le complément Bretoneux ou Bretonneux, dont l'origine laisse les historiens perplexes.
L'étymologie la plus exacte est que le mot serait dérivé du francique brestoineux qui signifie marécage. « Le Bretonneux », entouré de marécages issu du mot brestonneux (bret ou brai dans le sens « bourbier »), la localité domine le Marais d'Etinehem dans la vallée de la somme.

## Histoire

### Préhistoire
On a retrouvé sur le territoire de la commune des silex taillés et polis signes de la présence humaine sur le territoire dès la préhistoire.

### Antiquité
On a retrouvé, sur le territoire communal, des monnaies romaines, des restes d'habitation et une meule en grès. L'endroit était donc habité pendant l'époque gallo-romaine et dut servir d'étape sur la voie romaine reliant Samarobriva (Amiens) à Augusta Viromanduorum (Saint-Quentin).

### Moyen Âge
En 1840, des fouilles archéologiques ont mis au jour des cercueils de pierre, des vases et des boucles datant de l'époque franque.
Villers-Bretonneux fut dotée d'une charte de franchises vers 1100, s'organisa autour d'un château féodal un siècle plus tard et fut pourvue d'un échevinage au XIIIe siècle.
En 1200, le seigneur de Villers-Bretonneux, Adams de Villers, était vassal de l'abbé de Corbie.
Au XIVe siècle, le village était protégé d'un mur d'enceinte haut de douze pieds et comptait 140 masures. Le château était entouré d'un mur de quinze pieds de haut.
En 1417, pendant la Guerre de Cent Ans, le bourg fut détruit par les Bourguignons.

### Époque moderne
Le 13 août 1636, lors de la guerre de Trente Ans, les femmes de l'armée espagnole incendièrent, avec des allumettes et de l'étoupe, la localité ainsi que plusieurs autres des environs. Ce fut vraisemblablement lors de ces événements liés à la prise de Corbie que fut anéanti le château-fort puisque le dénombrement de 1681 mentionne alors sa ruine complète pour cause de guerres.
En 1700, la seigneurie de Villers-Bretonneux fut vendue à Pierre Dufresne, seigneur de Marcelcave.
Dès 1737, on mentionne le travail de la laine à Villers-Bretonneux.
En 1778, Pierre Dottin, originaire de Villers-Bretonneux, publia un mémoire sur la pomme de terre dans Les Affiches de la Picardie.

### Époque contemporaine
En 1838, un ouvrage signale que la commune est l'une des plus riches et commerçantes du département et que des fabriques de bas de laine et de flanelles y sont implantées.

#### Guerre de 1870
Le 27 novembre 1870, Villers Bretonneux fut le théâtre d'une bataille de la Guerre franco-prussienne de 1870 pour la défense d'Amiens. Les Français furent défaits et la population dut verser un tribut de 100 000 francs à l'armée prussienne. Villers-Bretonneux fut occupé pendant trois mois et une chapelle commémorative fut érigée,.

#### Première Guerre mondiale

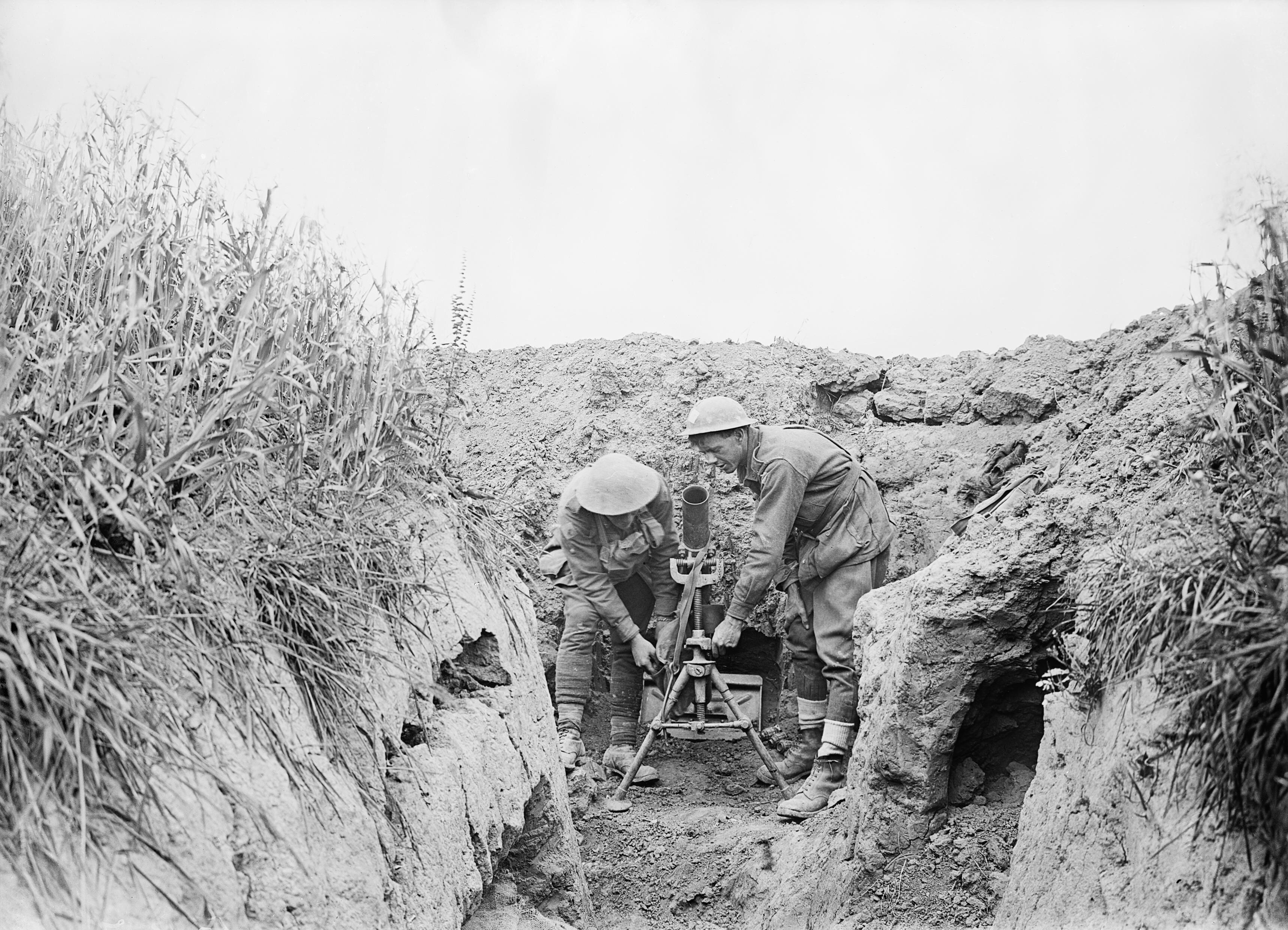
tranchée australienne. Deux soldats servent un mortier léger de tranchée.

Un aérodrome militaire français puis britannique fut aménagé entre Villers-Bretonneux et Marcelcave et fut utilisé en 1916-1917,,,,.
Villers-Bretonneux a été le point ultime de l'avancée allemande de 1918 au cours de la bataille du Kaiser. Des milliers de soldats australiens, qui étaient venus renforcer les effectifs de la British Army, stoppèrent, les 24, 25 et 26 avril 1918, l'offensive allemande qui tentait de prendre Amiens. Le 24 avril 1918, le premier combat de chars de l'histoire a lieu au bord de la RD168 entre Villers-Bretonneux et Cachy, et oppose trois mark IV britanniques et trois A7V allemands,,. Un odonyme local (« rue du 25-Avril-1918 ») rappelle cet événement.
Des milliers de soldats australiens firent le sacrifice de leur vie, lors de la bataille d'Amiens. L'armée australienne sous les ordres du général John Monash remporta une victoire décisive à Le Hamel. Cette victoire fut le prélude à la bataille d'Amiens, première étape de l'offensive des Cent-Jours.
Le bourg est considéré comme très largement détruit à la fin de la guerre et a  été décoré de la Croix de guerre 1914-1918, le 27 octobre 1920.

Villers-Bretonneux détruit
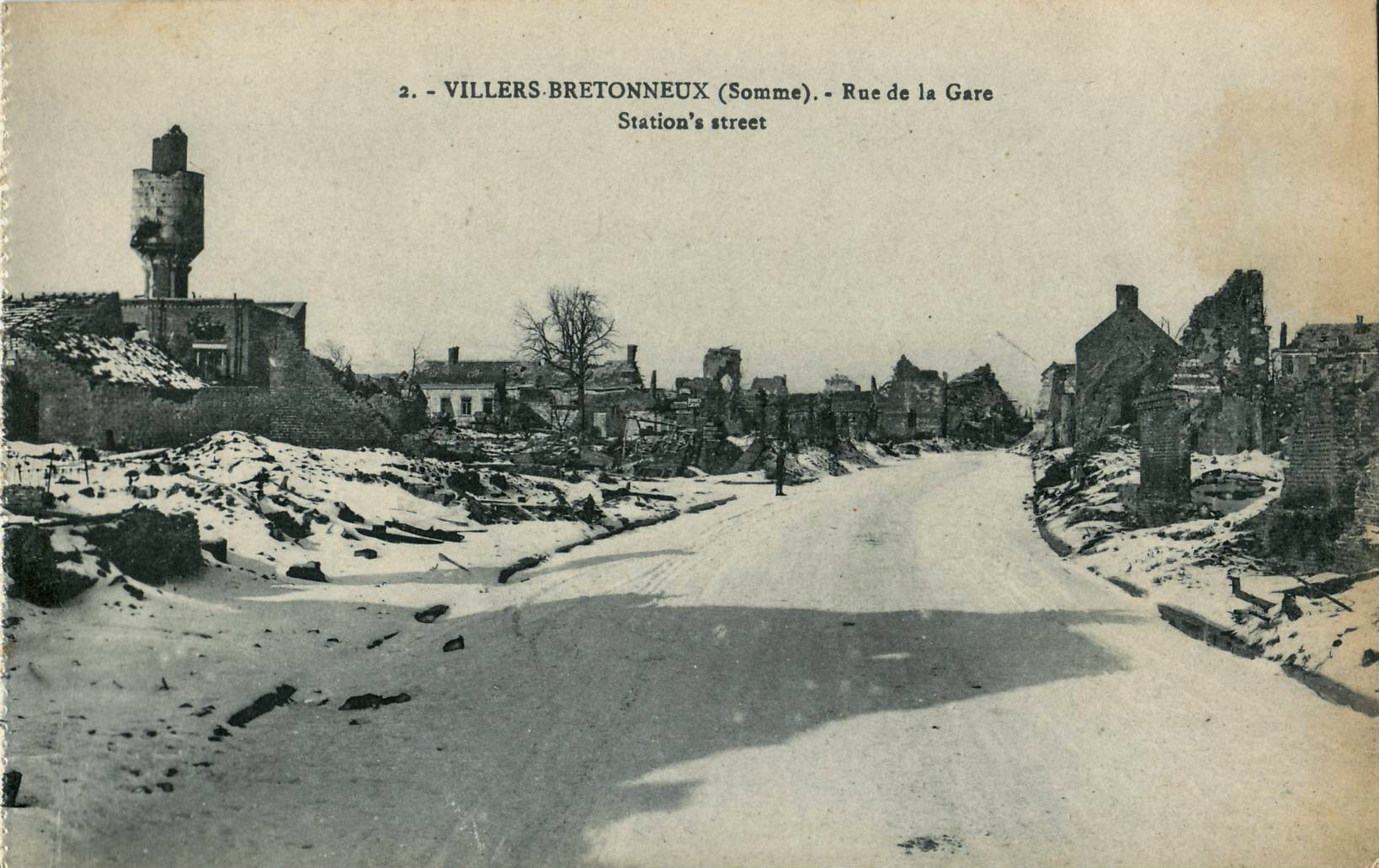
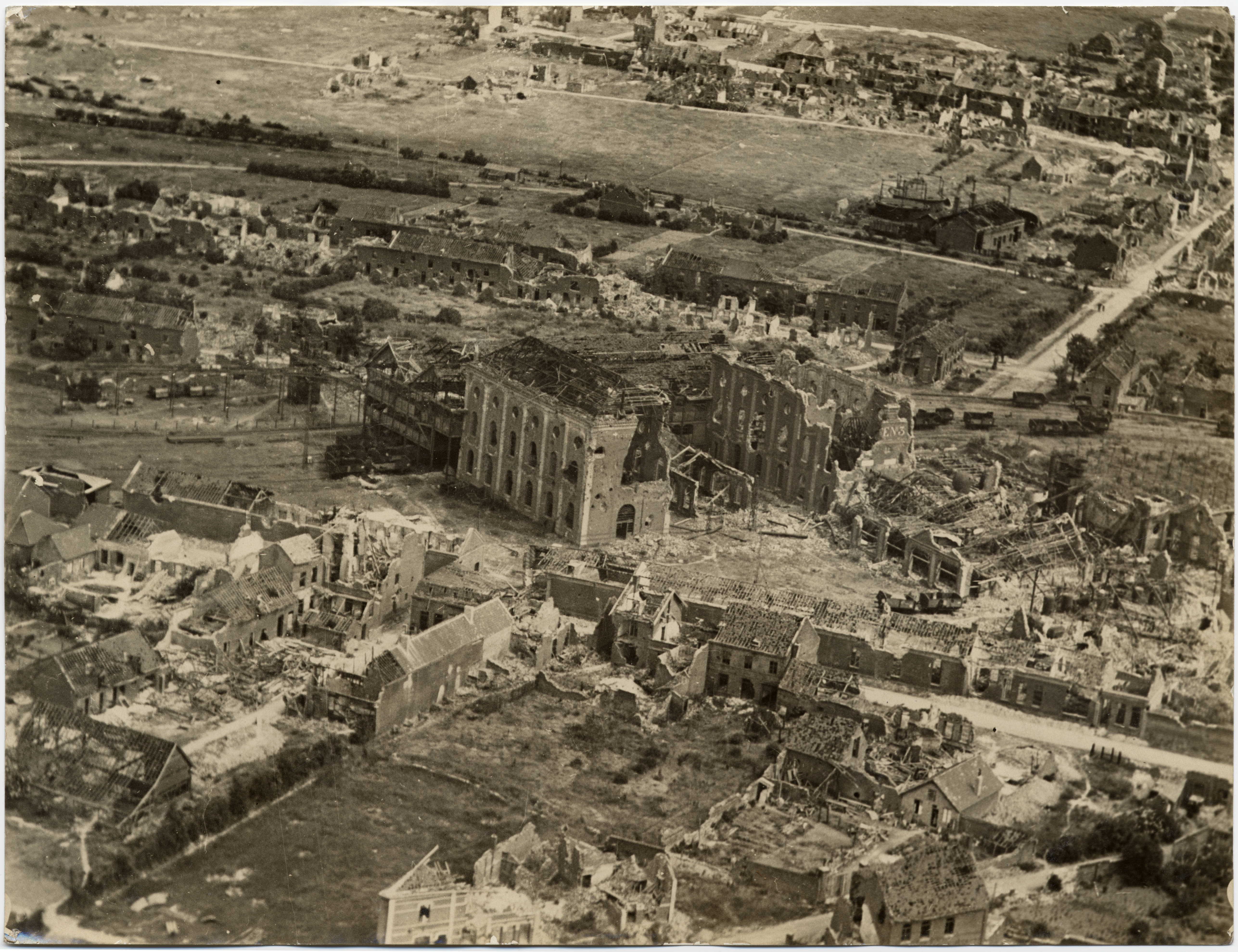
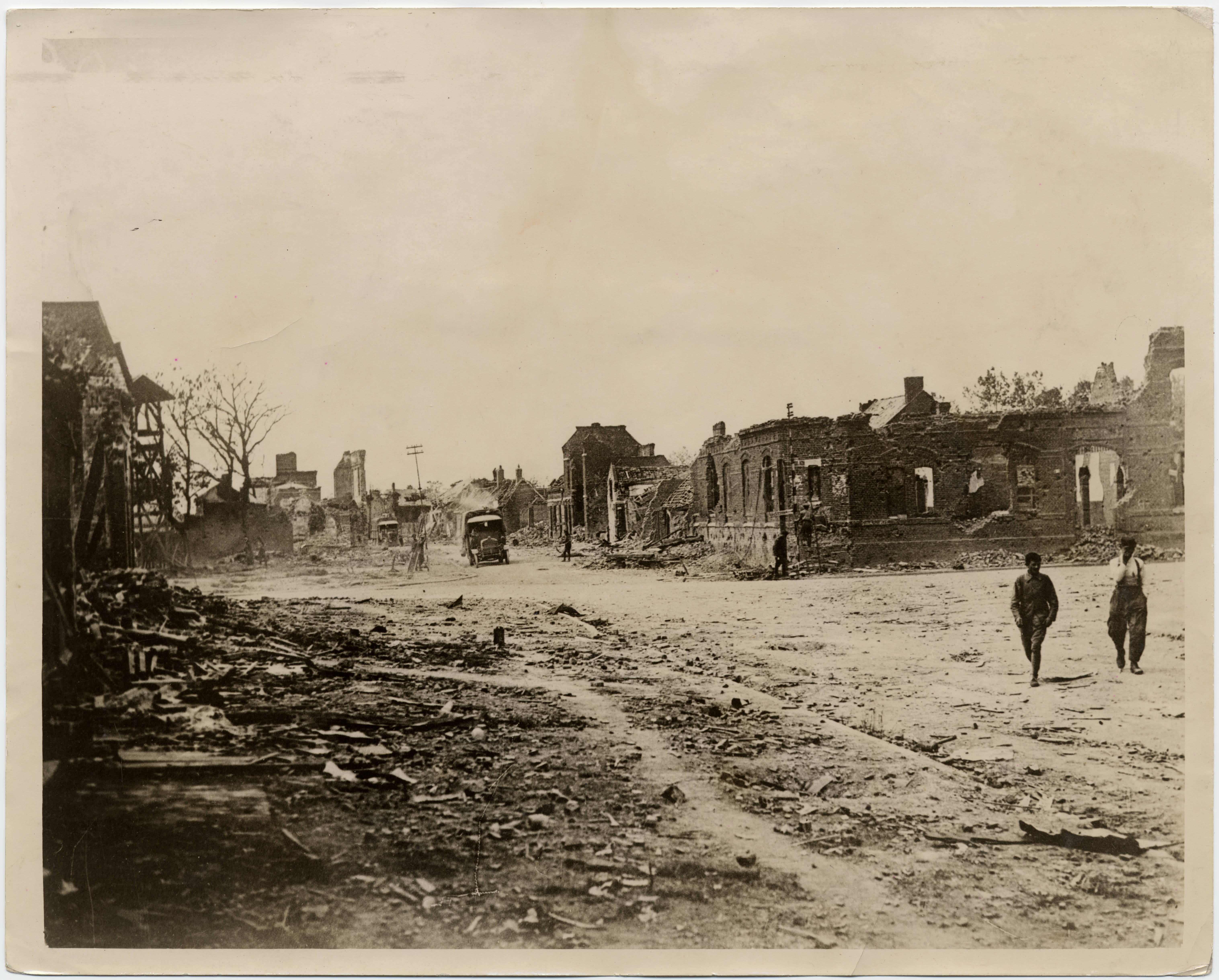
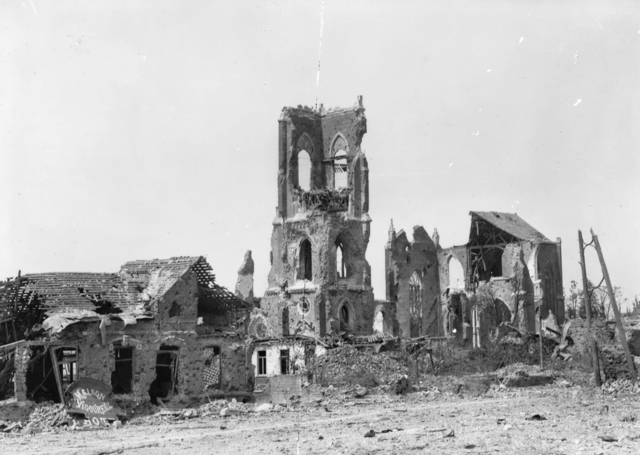
L'église détruite

#### Entre-deux-guerres
Dans l'entre-deux-guerres, la ville de Melbourne en Australie fut la marraine de Villers-Bretonneux et participa à sa reconstruction ainsi que l'État de Victoria. Celui-ci finança notamment la reconstruction de l'école en 1920

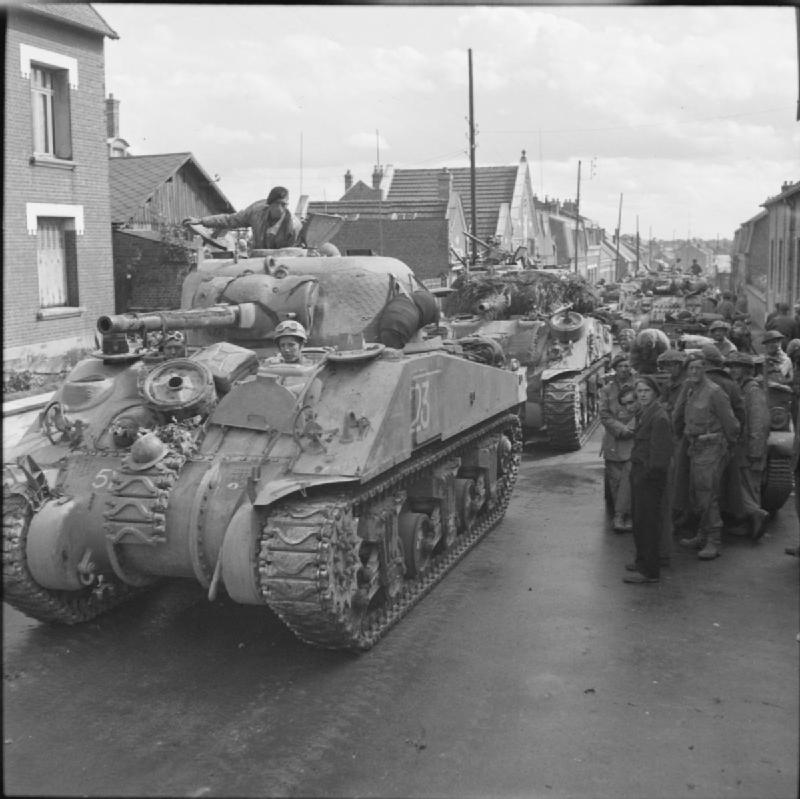
L'armée britannique libérant Villers-Bretonneux avec des chars Sherman, le 1er septembre 1944.

22 juillet 1938 : Inauguration du mémorial national australien de Villers-Bretonneux par les souverains britanniques, George VI, Elizabeth Bowes-Lyon et Albert Lebrun, président de la République française. Les noms de  11 000 combattants sans sépulture y sont gravés dans la pierre.

#### Seconde Guerre mondiale
De la fin mai au 5 juin 1940, lors de la Bataille de France, Villers-Bretonneux fut le théâtre de violents combats de la 4e division d'infanterie coloniale (4e D.I.C.) qui tenta de défendre Amiens face à la percée allemande.
Le 31 août 1944, les résistants bretonvillois prêtèrent main-forte à l'armée britannique pour la libération de la ville. On compta dans leurs rangs plusieurs tués.

### XXIesiècle
En 2009, les écoliers de Villers-Bretonneux, se souvenant de l'aide australienne pour la reconstruction de leur ville, collectent 2 100 dollars australiens pour aider à la reconstruction d'une école australienne détruite dans de gigantesques incendies de forêt.

## Politique et administration

### Rattachements administratifs et électoraux
La commune se trouve dans l'arrondissement d'Amiens du département de la Somme. Pour l'élection des députés, elle fait partie depuis 2012 de la quatrième circonscription de la Somme.
Elle faisait partie depuis 1793 du canton de Corbie. Dans le cadre du redécoupage cantonal de 2014 en France, Villers-Bretonneaux a intégré le canton d'Amiens-4.

### Intercommunalité
La commune est membre fondateur de la communauté de communes du Val de Somme, créée par un arrêté préfectoral du 27 décembre 1993, sous le nom de  communauté de communes de Corbie et Villers-Bretonneux.

### Tendances politiques et résultats
Au second tour des élections municipales de 2020 dans la Somme marqué par une quadrangulaire et par le décès, entre les deux tours, du maire sortant Patrick Simon, la liste menée par Didier Dinouard devance, avec 41,47% des suffrages exprimés et 20 sièges sur 27, la liste du maire sortant conduite par sa première-adjointe, Brigitte Durand (27,9 %), celle menée par Éric Lavoisier (DVG, 24,15 %) et celle d'Anne Malarme (6,41 %), lors d'un scrutin où 56,88 % des électeurs se sont abstenus.

### Jumelages
Villers-Bretonneux est jumelé avec : 
- Robinvale (Australie)[50].

## Population et société

### Démographie
Les habitants de la commune sont appelés les Bretonvillois.
L'évolution du nombre d'habitants est connue à travers les recensements de la population effectués dans la commune depuis 1793. Pour les communes de moins de 10 000 habitants, une enquête de recensement portant sur toute la population est réalisée tous les cinq ans, les populations de référence des années intermédiaires étant quant à elles estimées par interpolation ou extrapolation. Pour la commune, le premier recensement exhaustif entrant dans le cadre du nouveau dispositif a été réalisé en 2007.

En 2022, la commune comptait 4 644 habitants, en évolution de +4,95 % par rapport à 2016 (Somme : −1,26 %, France hors Mayotte : +2,11 %).
| 1793  | 1800  | 1806  | 1821  | 1831  | 1836  | 1841  | 1846  | 1851  |
| ----- | ----- | ----- | ----- | ----- | ----- | ----- | ----- | ----- |
| 1 260 | 1 253 | 1 507 | 1 679 | 2 163 | 2 508 | 2 706 | 3 125 | 3 284 |

| 1856  | 1861  | 1866  | 1872  | 1876  | 1881  | 1886  | 1891  | 1896  |
| ----- | ----- | ----- | ----- | ----- | ----- | ----- | ----- | ----- |
| 3 368 | 3 601 | 4 235 | 4 959 | 5 356 | 5 911 | 5 939 | 5 625 | 5 173 |

| 1901  | 1906  | 1911  | 1921  | 1926  | 1931  | 1936  | 1946  | 1954  |
| ----- | ----- | ----- | ----- | ----- | ----- | ----- | ----- | ----- |
| 4 967 | 4 636 | 4 438 | 2 533 | 3 552 | 3 631 | 3 397 | 3 304 | 3 326 |

| 1962  | 1968  | 1975  | 1982  | 1990  | 1999  | 2006  | 2007  | 2012  |
| ----- | ----- | ----- | ----- | ----- | ----- | ----- | ----- | ----- |
| 3 342 | 3 474 | 3 473 | 3 347 | 3 686 | 3 952 | 4 095 | 4 116 | 4 210 |

| 2017  | 2022  | - | - | - | - | - | - | - |
| ----- | ----- | - | - | - | - | - | - | - |
| 4 464 | 4 644 | - | - | - | - | - | - | - |

### Enseignement
L'enseignement local est assuré par des écoles publiques aux niveaux maternelle et élémentaire et par un collège.
La première scolarisation des jeunes habitants s'effectue au sein de l'école maternelle Le Petit Prince.
L'école primaire publique élémentaire Saint-Exupéry et l'école Victoria, en zone B, dans l'académie d'Amiens, accueillent les élèves après la maternelle.
Le collège Jacques-Brel assure la suite de la scolarité et dispose d'une unité localisée pour l'inclusion scolaire.

### Sports
L'Association Sportive de VIllers-Bretonneux dispose d'une équipe de football évoluant en D1[Quand ?], échelon départemental le plus élevé[réf. nécessaire].

### Commémoration

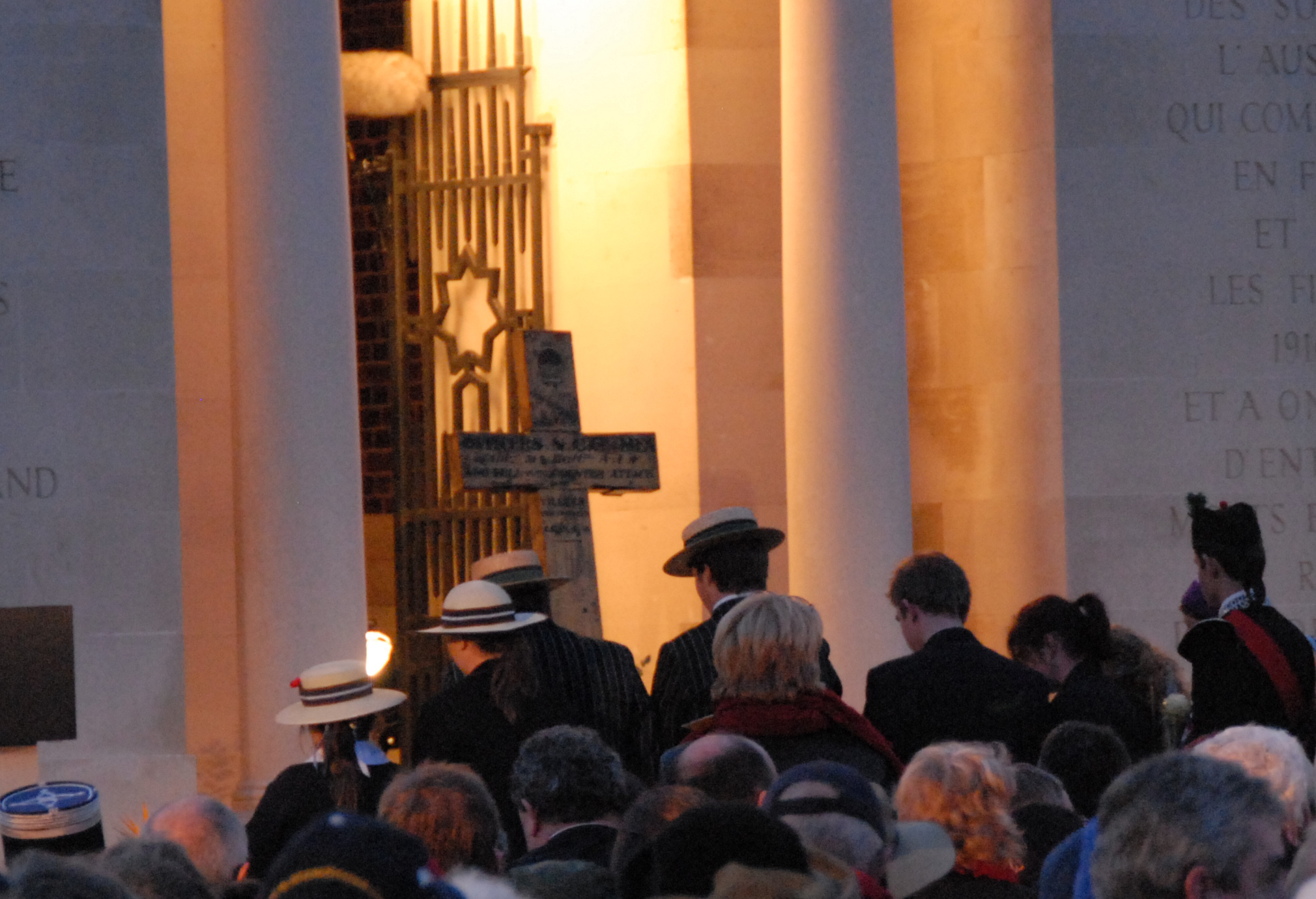
Cérémonie de l'Anzac Day de 2008.

Anzac Day : Chaque année, le 25 avril, The Dawn service (la cérémonie de l'aube) se déroule à 5 h au mémorial national australien de Villers-Bretonneux en présence des autorités australiennes et françaises et de plusieurs milliers d'Australiens. Cette cérémonie se déroule en mémoire de la victoire des Australiens sur les forces austro-hongroises la nuit du 24 au 25 avril 1918.

## Économie

### Activités économiques et de services
Aujourd'hui, ce sont les services qui constituent l'essentiel de l'activité économique de la commune, commerce de détail, banque et artisanat en centre-ville et commerce et artisanat de moyenne surface, sur la zone d'activité à proximité de la sortie d'autoroute A 29, le « parc d'activités du Val de Somme ».
La communauté de communes du Val de Somme a créé en 2018 un village d'entreprises et sa pépinière, situés dans 
le parc d'activités du Val de Somme et comprenant dix cellules, des espaces communs et de coworking,...
Les services de santé sont représentés par la présence d'une maison de retraite et d'un établissement de convalescence et de rééducation fonctionnelle du Val d'Aquenne en plus des professionnels libéraux : médecins généralistes, infirmières, kinésithérapeutes etc.
L'augmentation de la population de la commune fut liée au XIXe siècle au développement de la bonneterie. Cette activité commença à décliner à partir des années 1880. Le déclin se poursuivit après les deux guerres mondiales jusqu'à disparaître totalement à l'aube du XXIe siècle.

## Culture locale et patrimoine

### Lieux et monuments

#### Hôtel de ville
L'hôtel de ville, surmonté d'un clocheton central, fut reconstruit sur les plans de l'architecte Albert Guilbert, après la Première Guerre mondiale à l'emplacement du château de M. Dieu, industriel, qui avait racheté l'ancien château à la Révolution française et l'avait fait reconstruire au milieu du XIXe siècle. Ce château fut détruit lors de la bataille du 25 avril 1918. Le précédent hôtel de ville avait été bâti à la place du marché couvert actuel.

#### Parc Vendeville
Ce jardin public a été aménagé dans l'ancien parc du château de M. Dieu. Il est composé d'un espace arboré et d'une pièce d'eau avec colonnade en demi-cercle et une statue féminine et un bas-relief masculin en pierre qui se font face, seuls éléments subsistant de l'ancien domaine.

#### Marché couvert
Le marché couvert construit sur les plans de l'architecte Godefroy Teisseire, sert également de salle des fêtes.

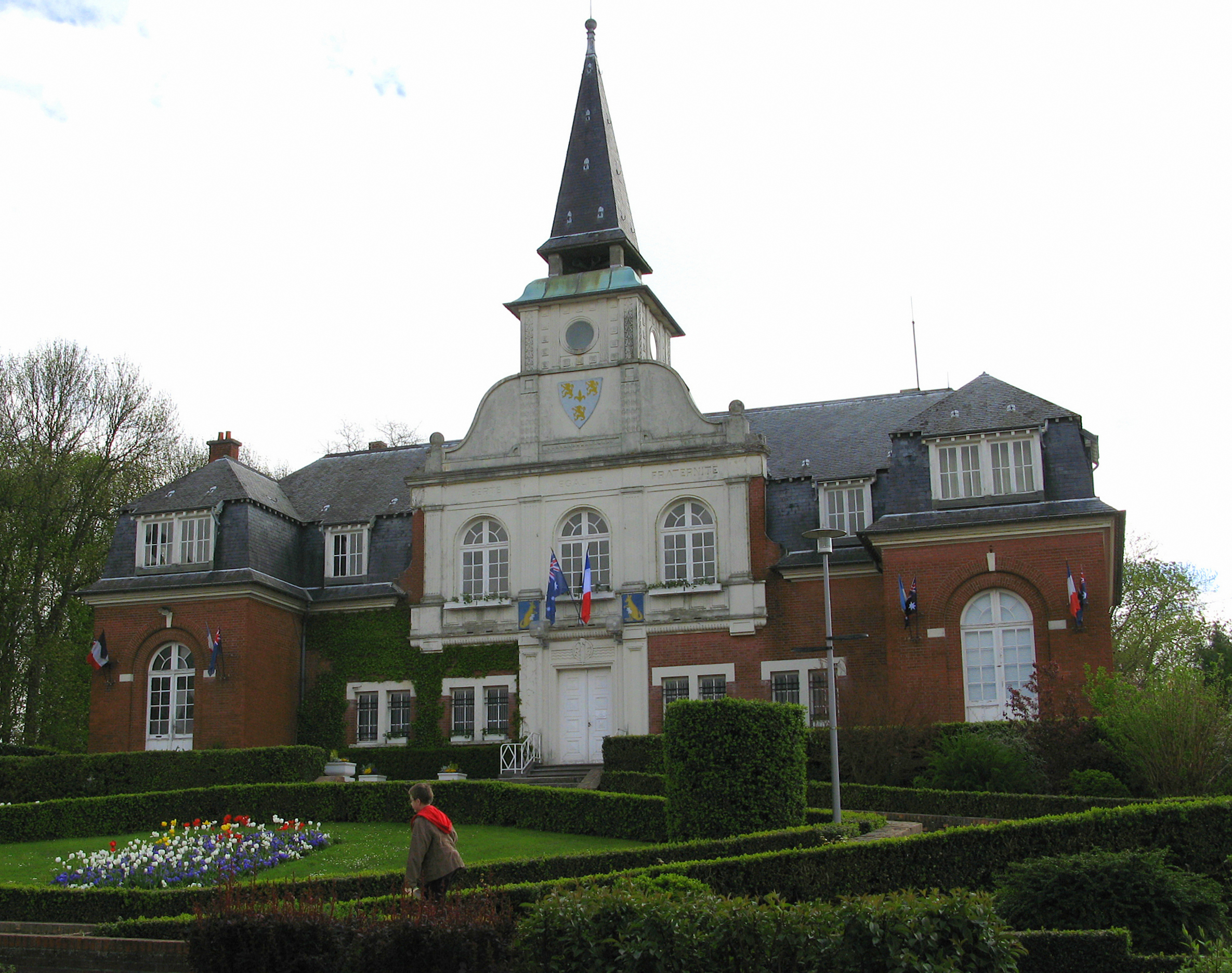
L'hôtel de ville.
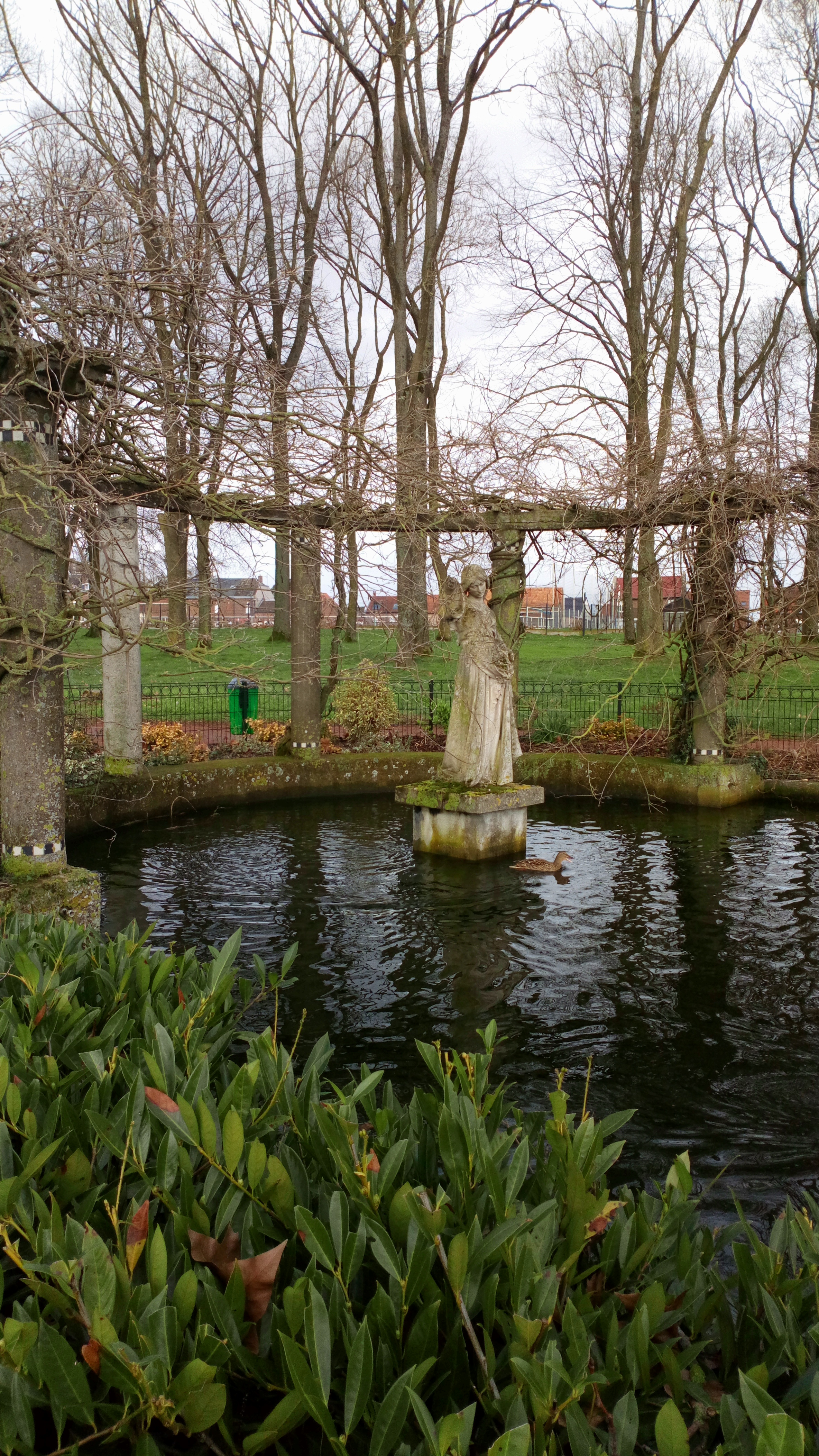
Parc Vendeville.
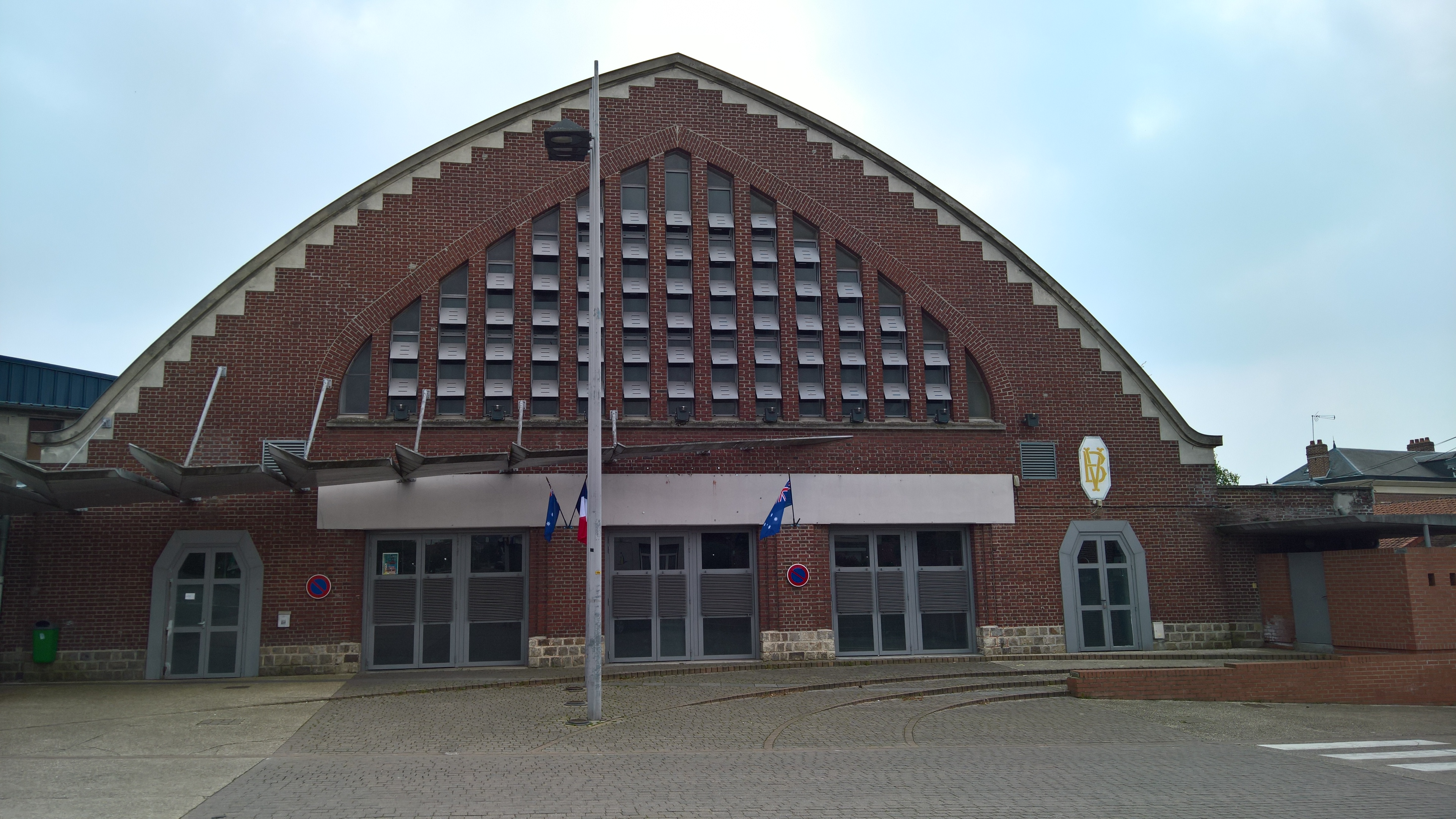
Le marché couvert

#### Médiathèque intercommunale "Patrick-Simon"
Une médiathèque a été inaugurée le 5 juin 2024 dans la commune de Villers-Bretonneux.

#### Église de laNativité-de-Saint-Jean-Baptiste

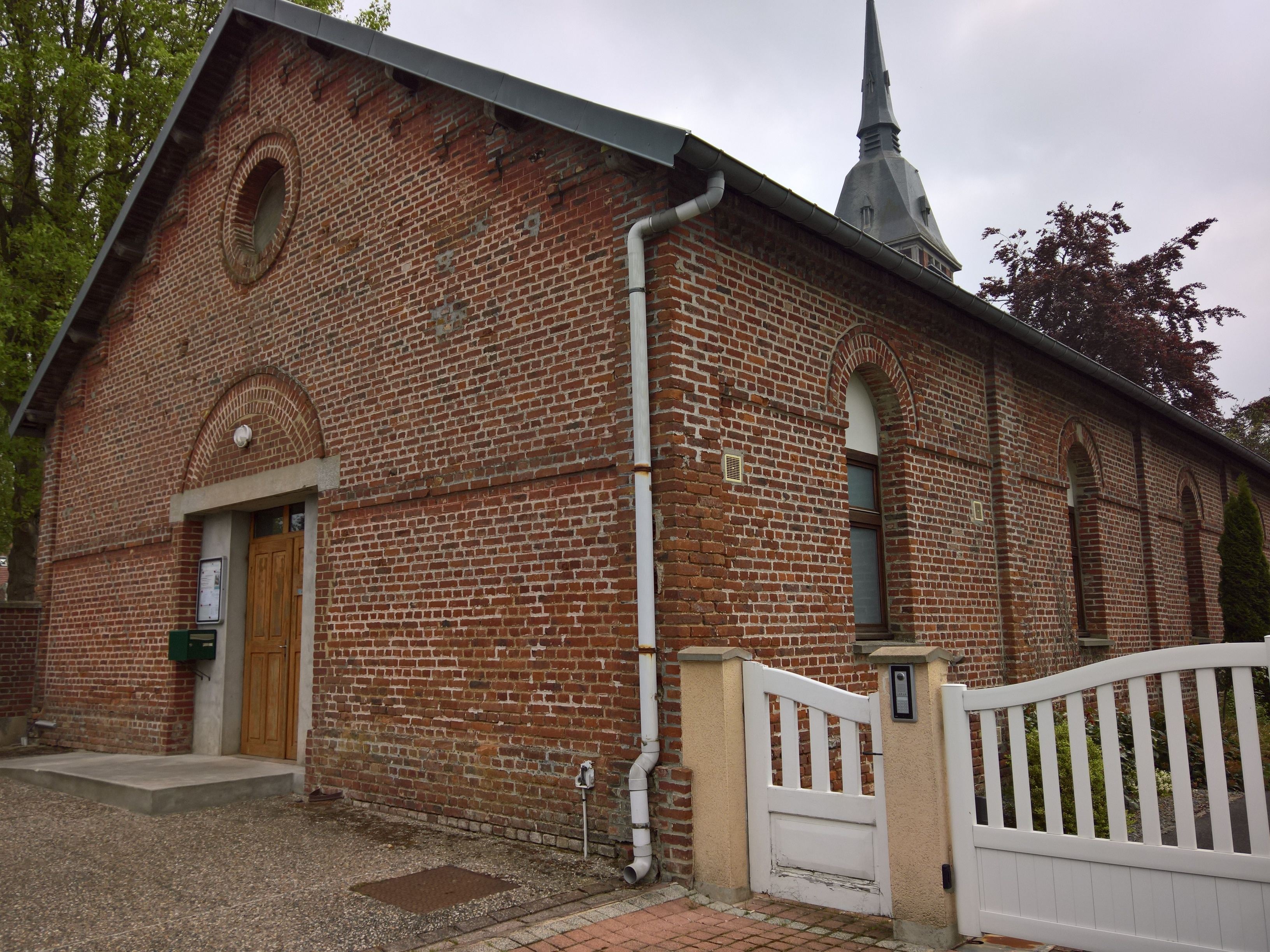
L'église provisoire, située à l'arrière de l'église actuelle.

La première église paroissiale datait du Moyen Âge, de style roman, était située à l'emplacement actuel du monument aux morts. Elle existait déjà en 1219.
L'église qui fut détruite en 1918 lors de la bataille de Villers-Bretonneux,,,, construite en 1844-1859 pour répondre à l'accroissement de la population lié au développement économique de la commune, inspirée de l'abbatiale Saint-Pierre de Corbie et de style néo-gothique,,, abritait une Vierge en bois de l'école de Blasset.
Une église provisoire en briques est construite au début de la reconstruction de la ville et sert aux offices religieux de 1920 à 1931.
L'église actuelle, de style Art déco a été construite à partir de 1927 sur les plans de l'architecte Albert Guilbert et consacrée en 1931. Le monument est composé d'une nef à cinq travées avec bas-côtés, d'un chevet polygonal et d'un narthex en façade, surmonté d'un clocher avec un toit en forme de dôme prolongé d'une flèche.. Elle contient une statue de la Vierge à l'enfant en bois bruni du XVIIe siècle.

Église de la Nativité-de-Saint-Jean-Baptiste
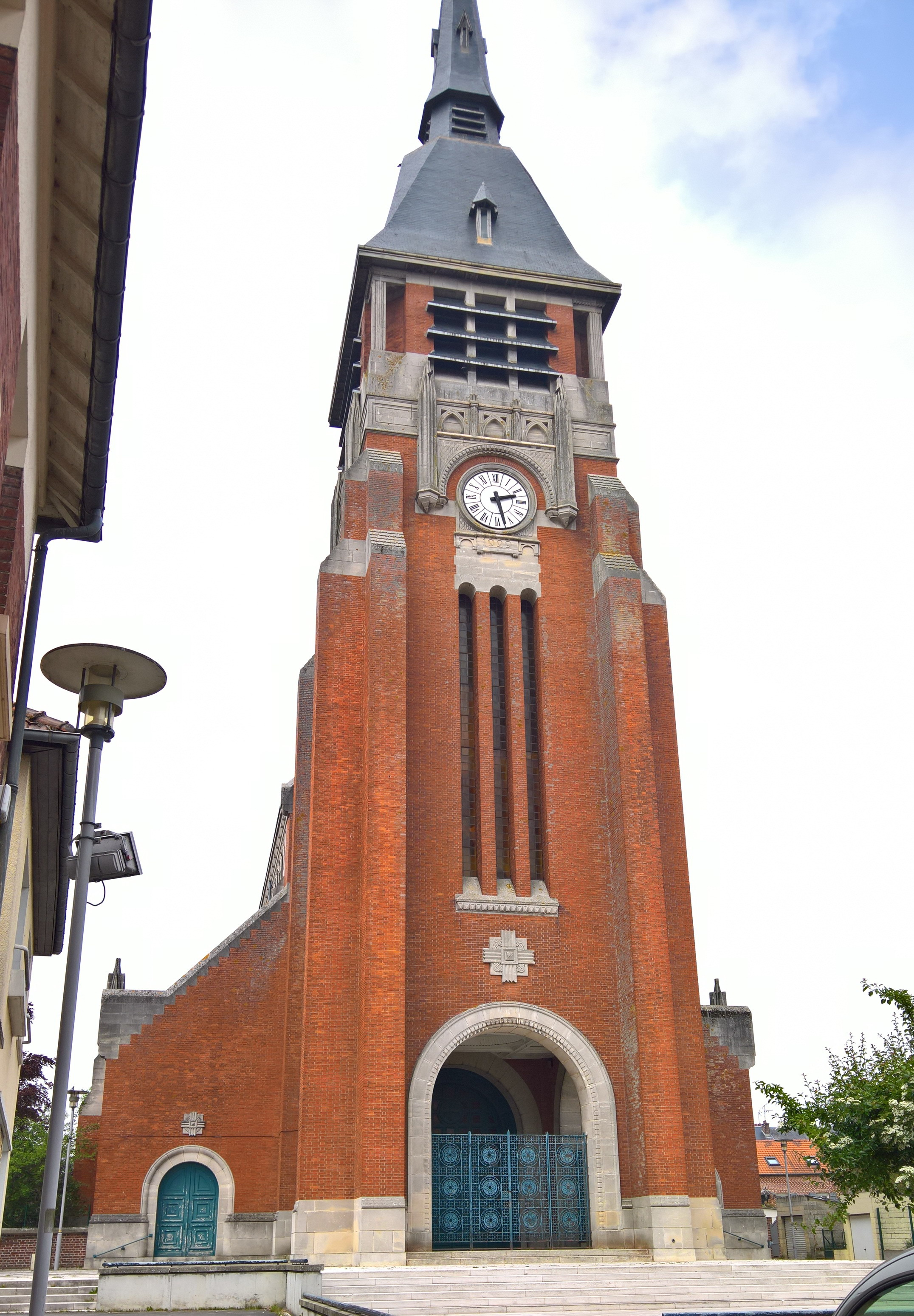
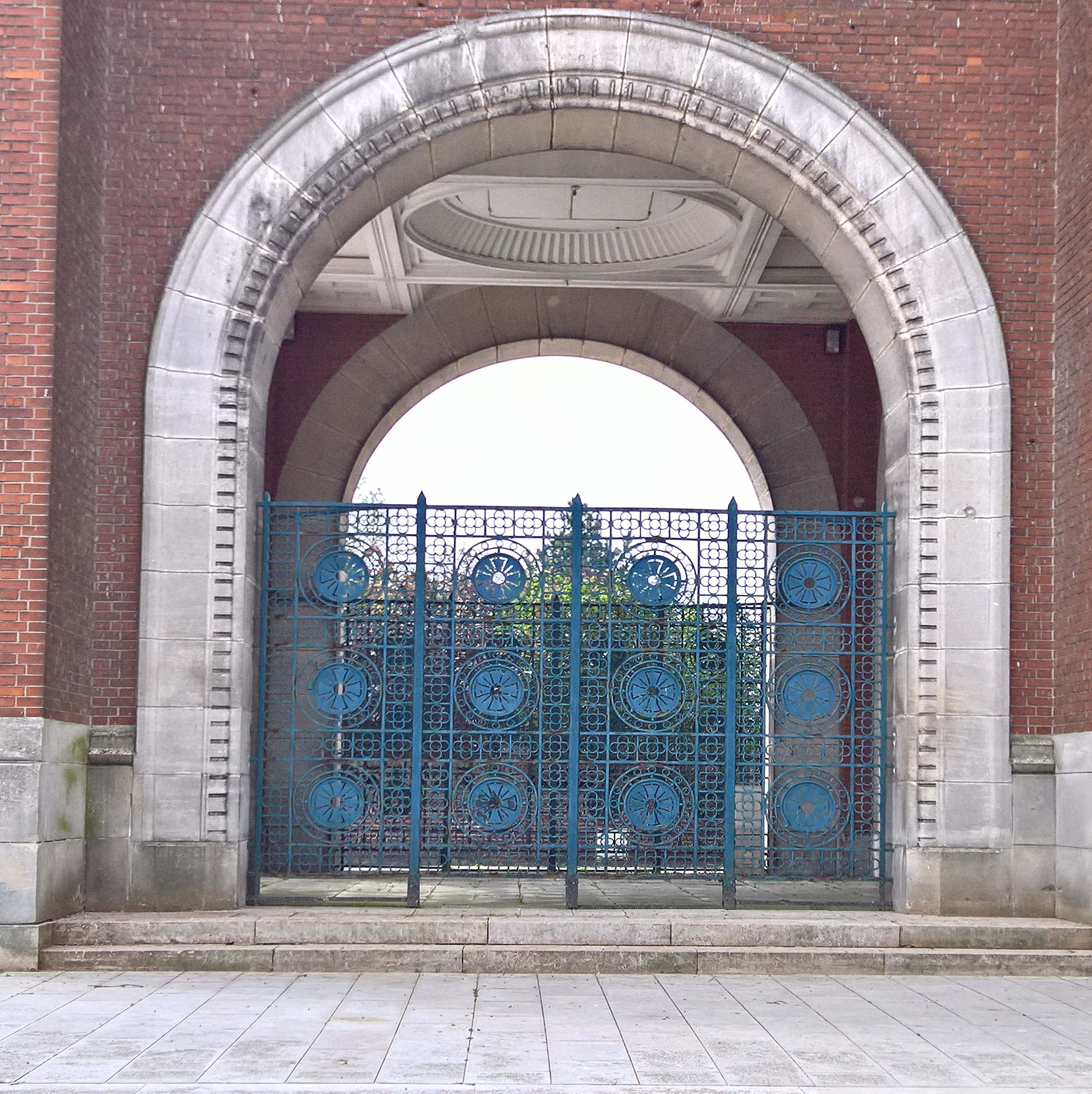
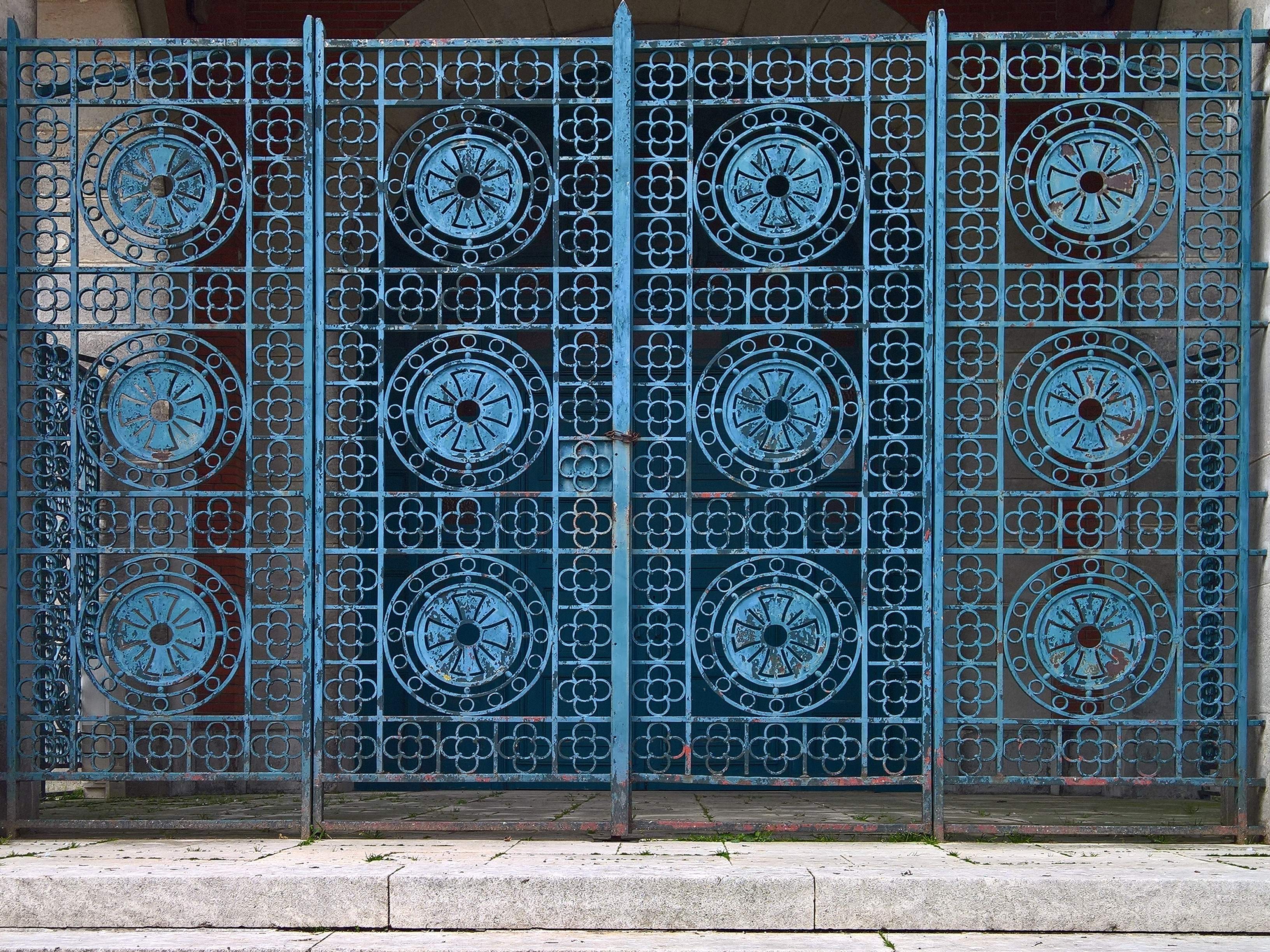
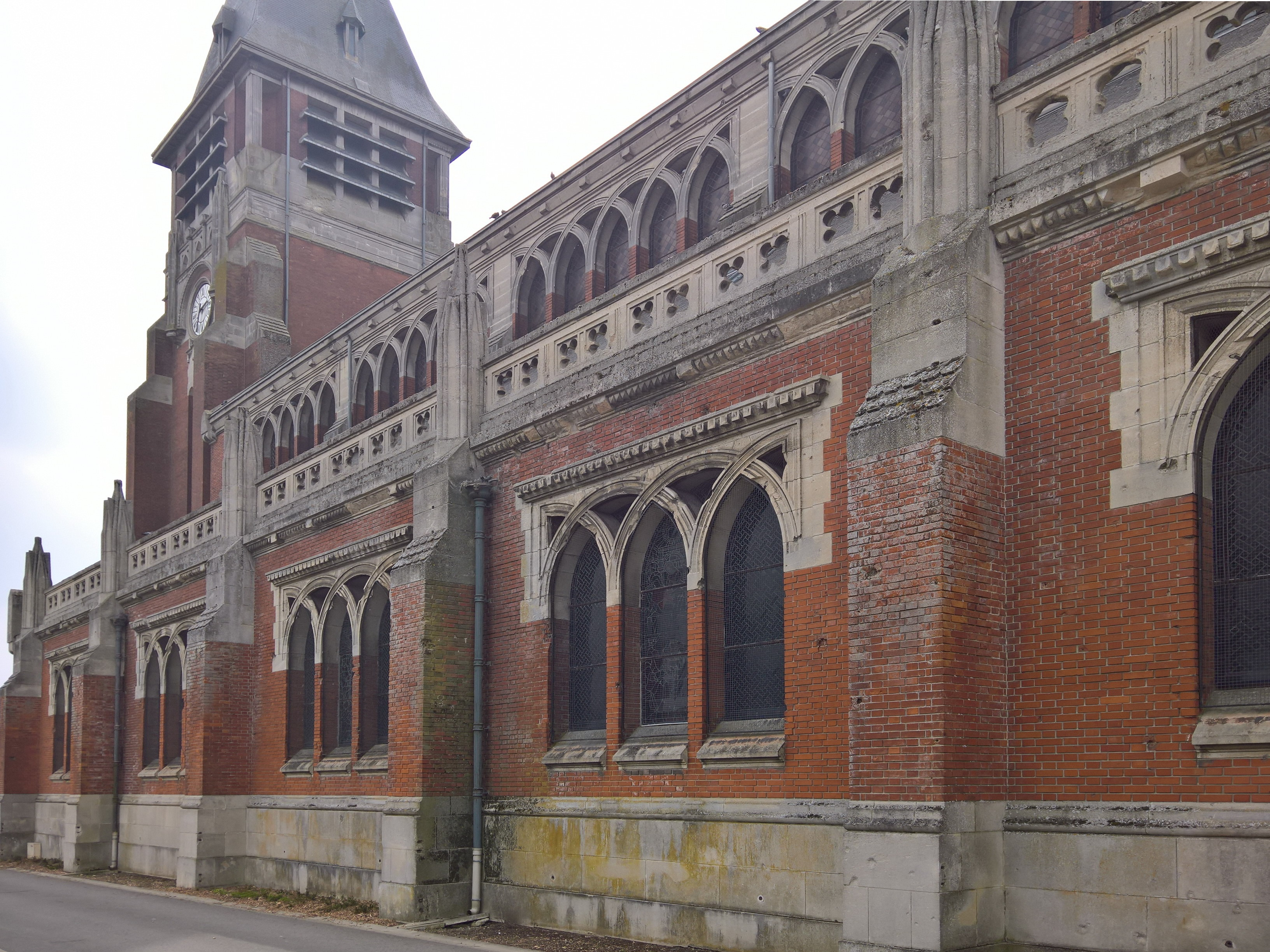
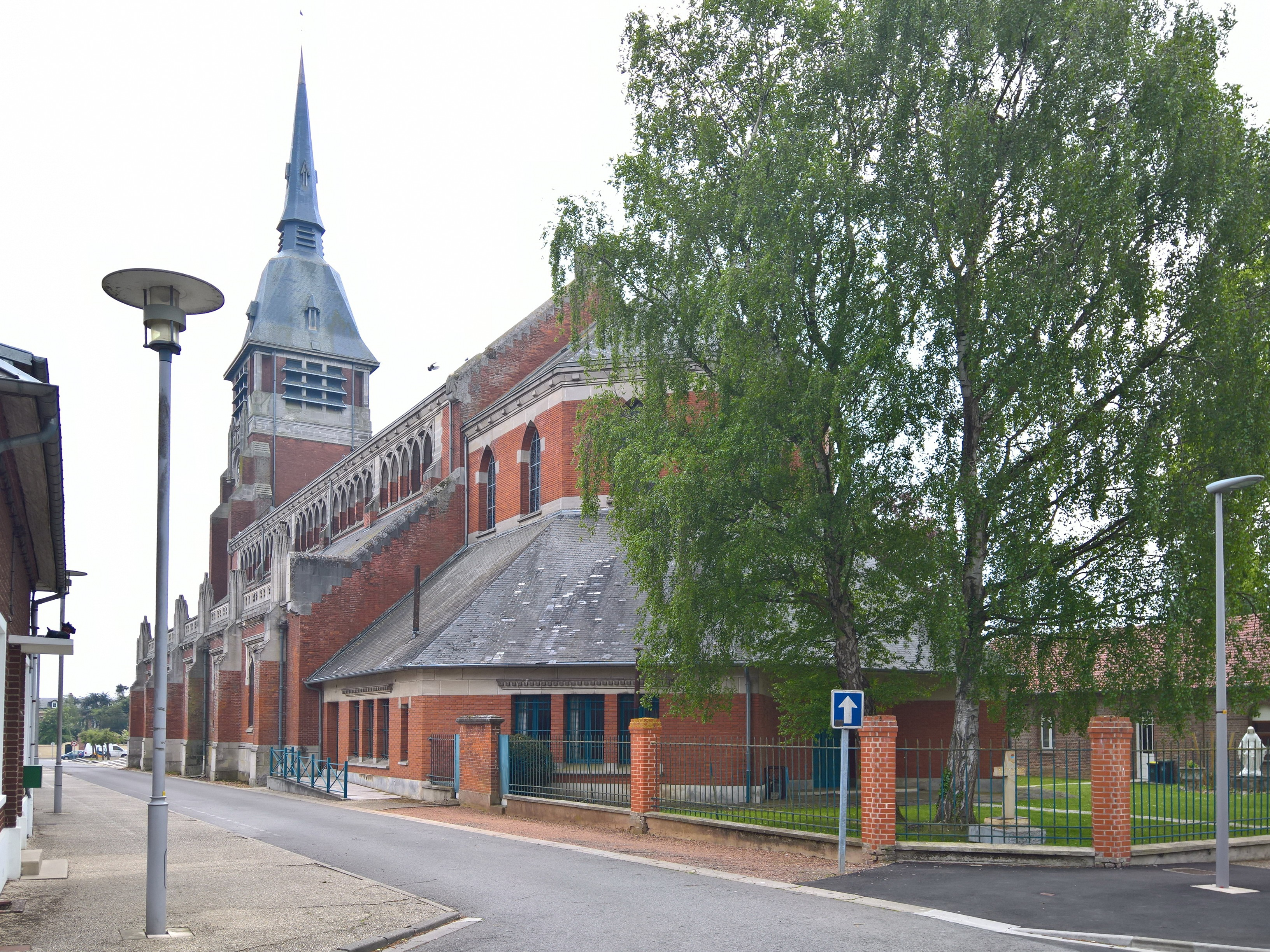

#### Musée franco-australien
Le musée franco-australien de Villers-Bretonneux est un hommage rendu au sacrifice des soldats australiens dans le musée du Soldat australien qui a été installé au premier étage de l'école communale. Dans la cour, un simple calicot rappelle chaque jour aux visiteurs et aux élèves : « Don't forget Australia ! ». La reconstruction de cette école, dans les années 1920, a été financée pour 500 000 $ par les écoliers et habitants de l'État de Victoria. Cette école s'appelle donc logiquement « école Victoria, ».

#### Monuments aux morts

##### Monument de la Guerre de 1870
Le monument aux morts de la guerre franco-allemande de 1870, érigé en 1878, est situé dans le cimetière communal. Y est gravée cette dédicace : « Aux Français morts pour la patrie dans la journée du 27 novembre 1870 », avec cette autre dédicace gravée au revers : « Aux héros courageux qui reposent à l'ombre de cette croix » , et l'ossuaire, situé juste devant le monument, matérialisé par une allée engazonnée.

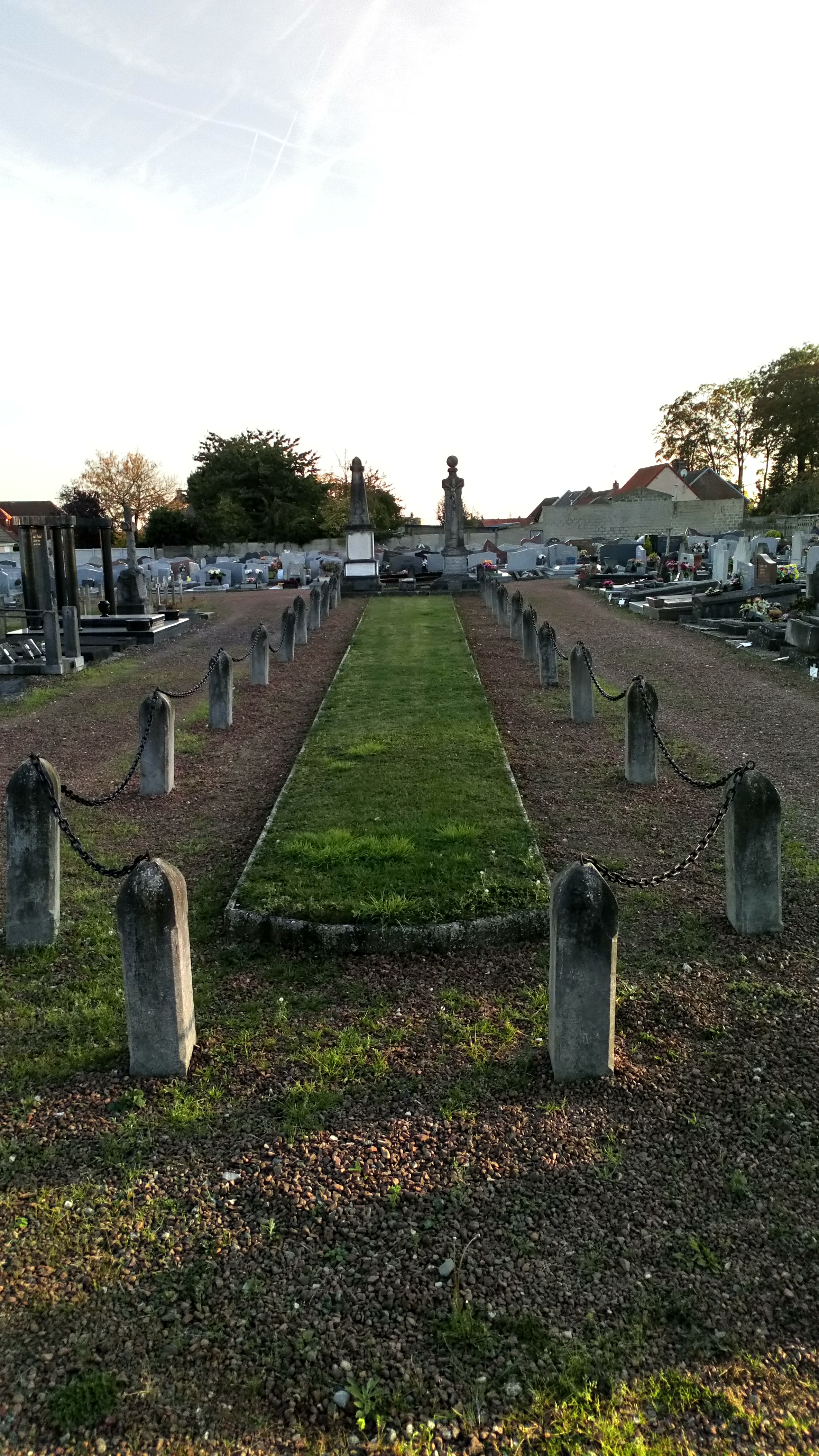
Ossuaire 1870
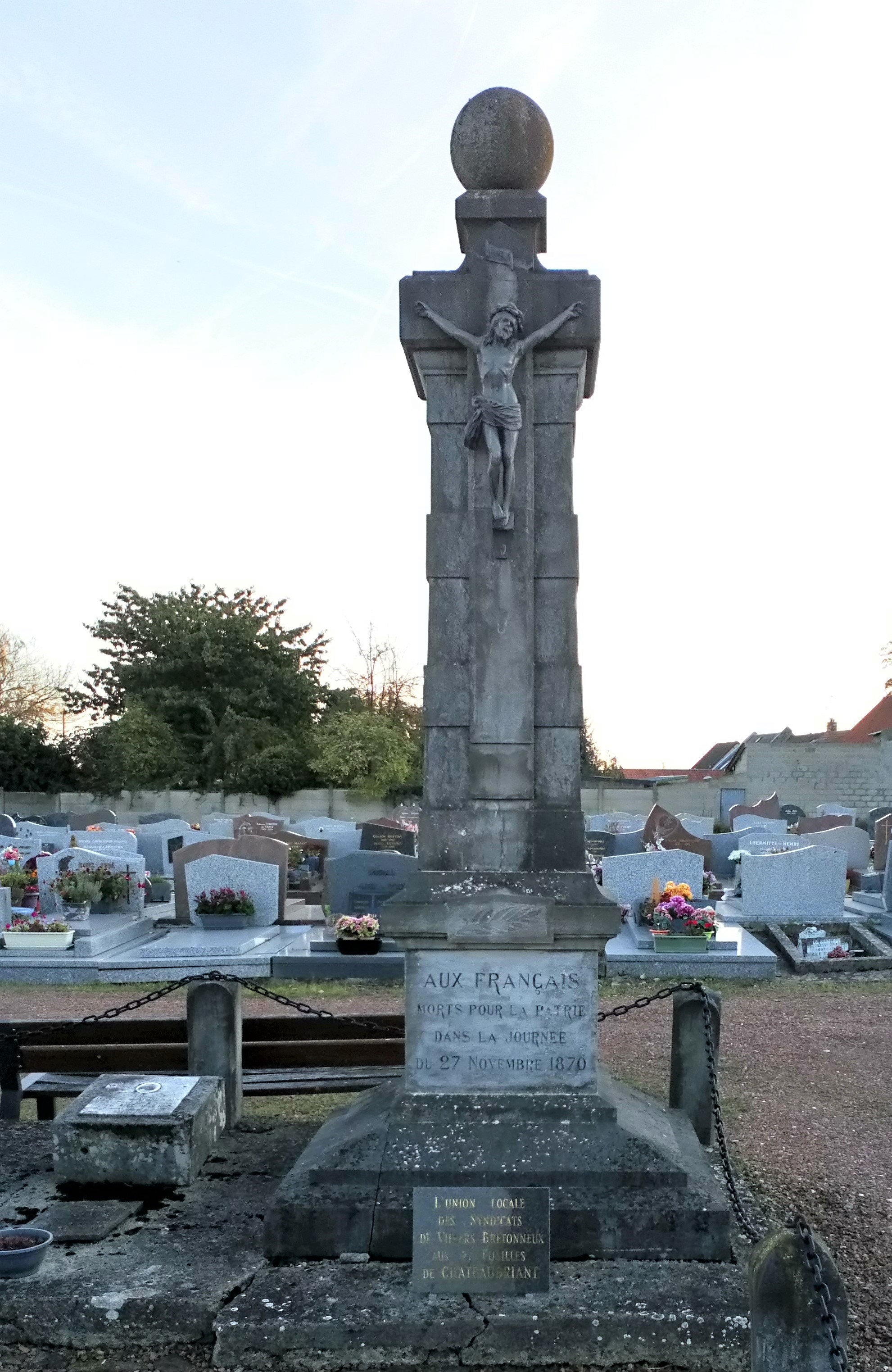
Monument 1870
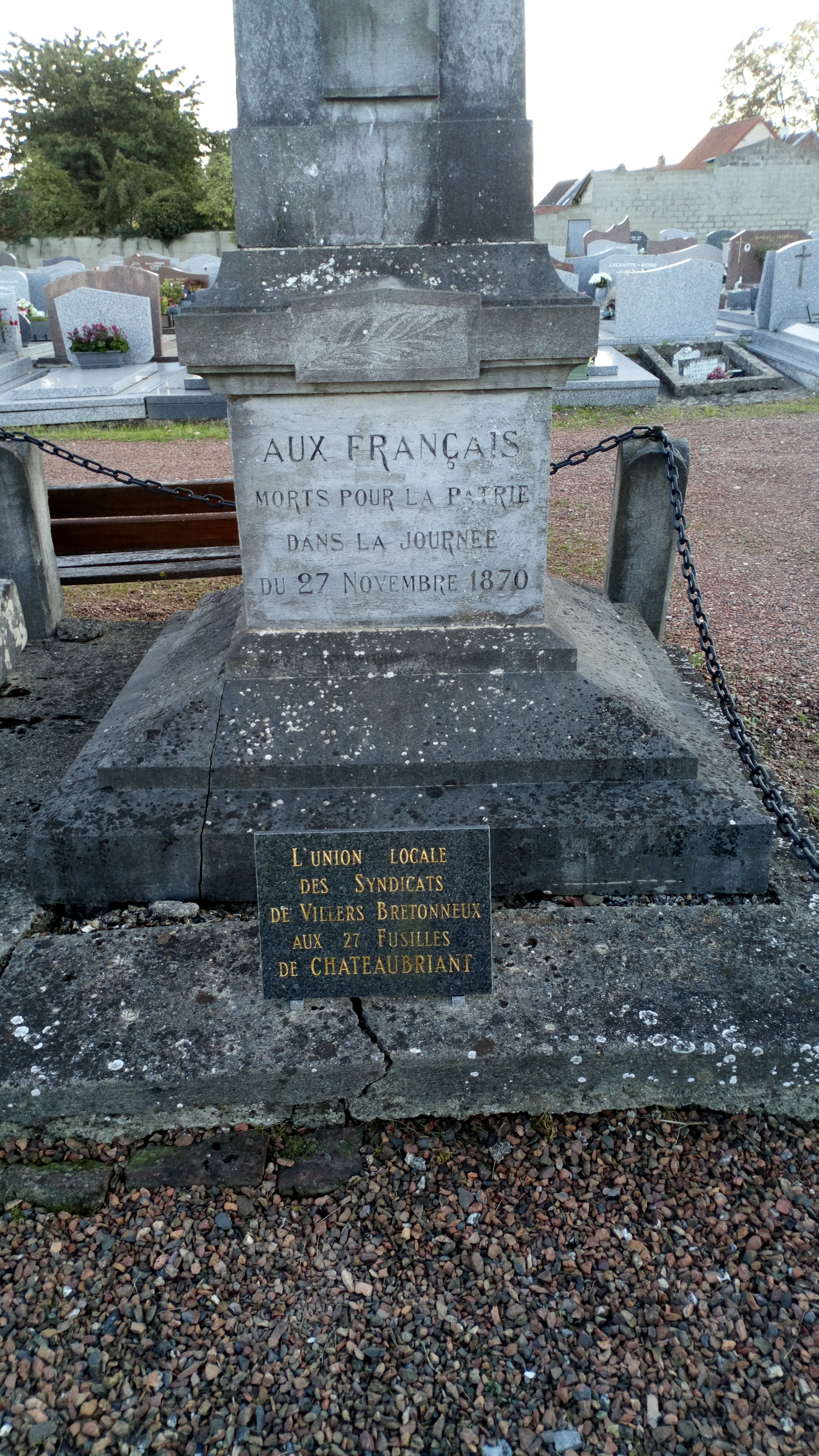
Monument 1870
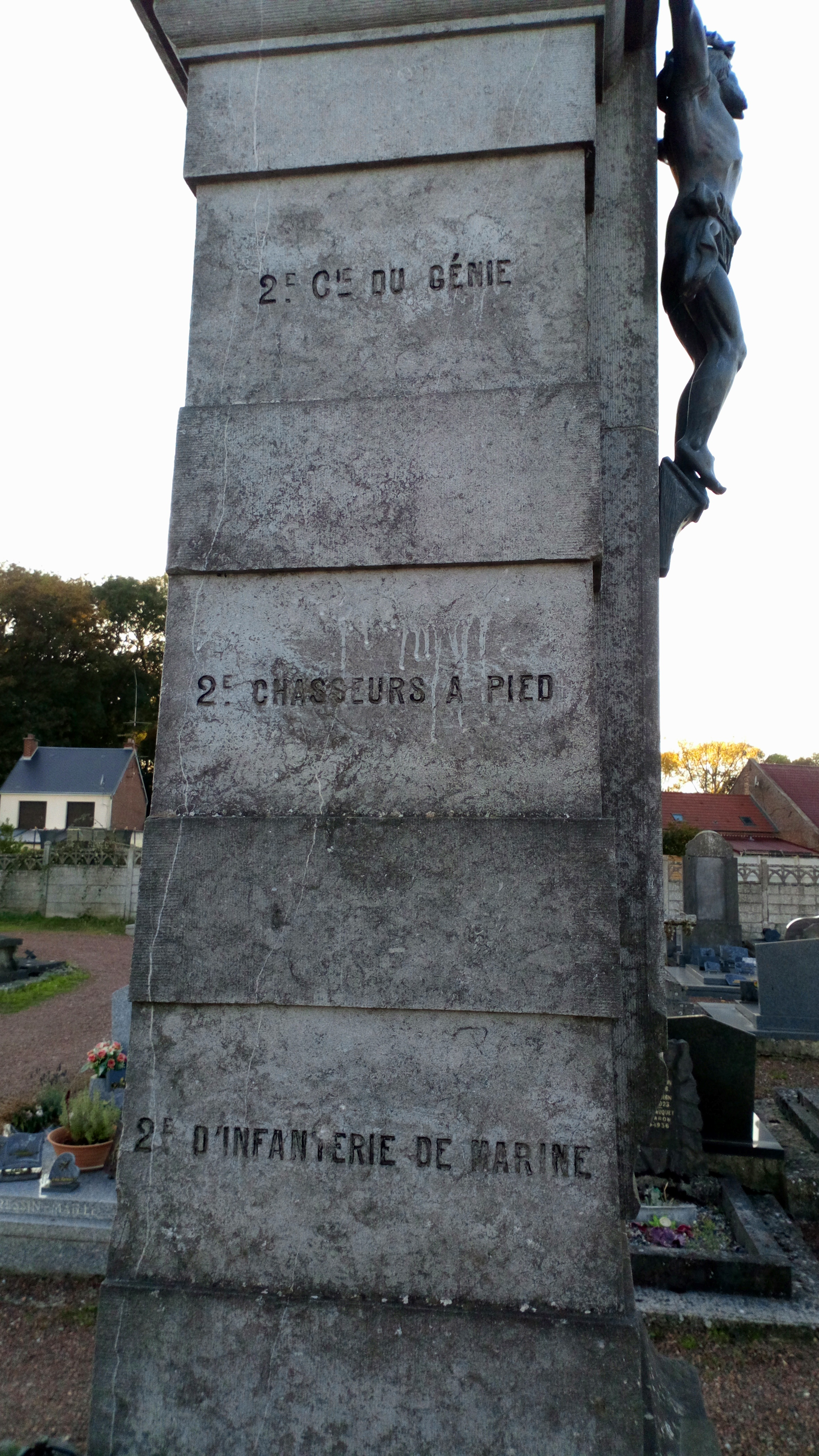
Monument 1870
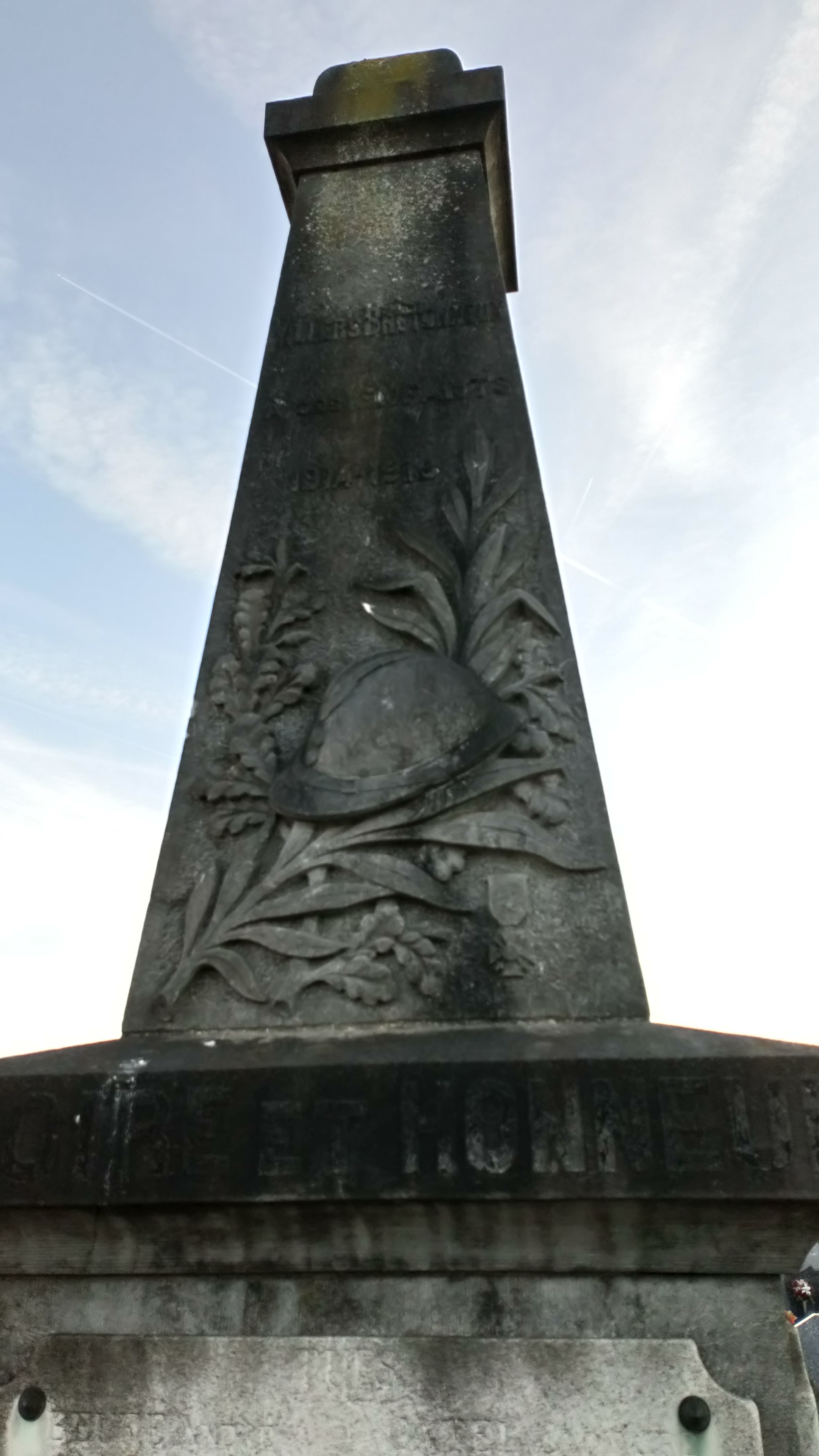
Monument 1914-1918

##### Monuments de la Première Guerre mondiale
- Un monument aux morts de la Première Guerre mondiale est situé dans le cimetière communal à côté de celui de la Guerre de 1870.
- Un second monument est situé dans la parc près de la mairie. L'architecte Godefroy Teisseire assura la direction des travaux réceptionnés en 1928. Le monument est composé d'une haute stèle en granit rouge dont le socle est en granit bleu. Une statue, allégorie du deuil, représente une femme éplorée tenant dans sa main droite une couronne et dans sa main gauche une palme se dresse devant la stèle. En pierre de Villetaneuse, elle est due au ciseau du sculpteur parisien Herant-Bender Mariene[77],[78]. Le cartouche en pierre qui orne le revers du monument est l'œuvre d'André Del Debbio, sculpteur parisien, d'origine italienne[79].

##### Monument de la Seconde Guerre mondiale
Ce monument à la mémoire des FFI, fusillés et déportés politiques morts pour la France, 1939-1945 est situé sur la route d'Amiens.

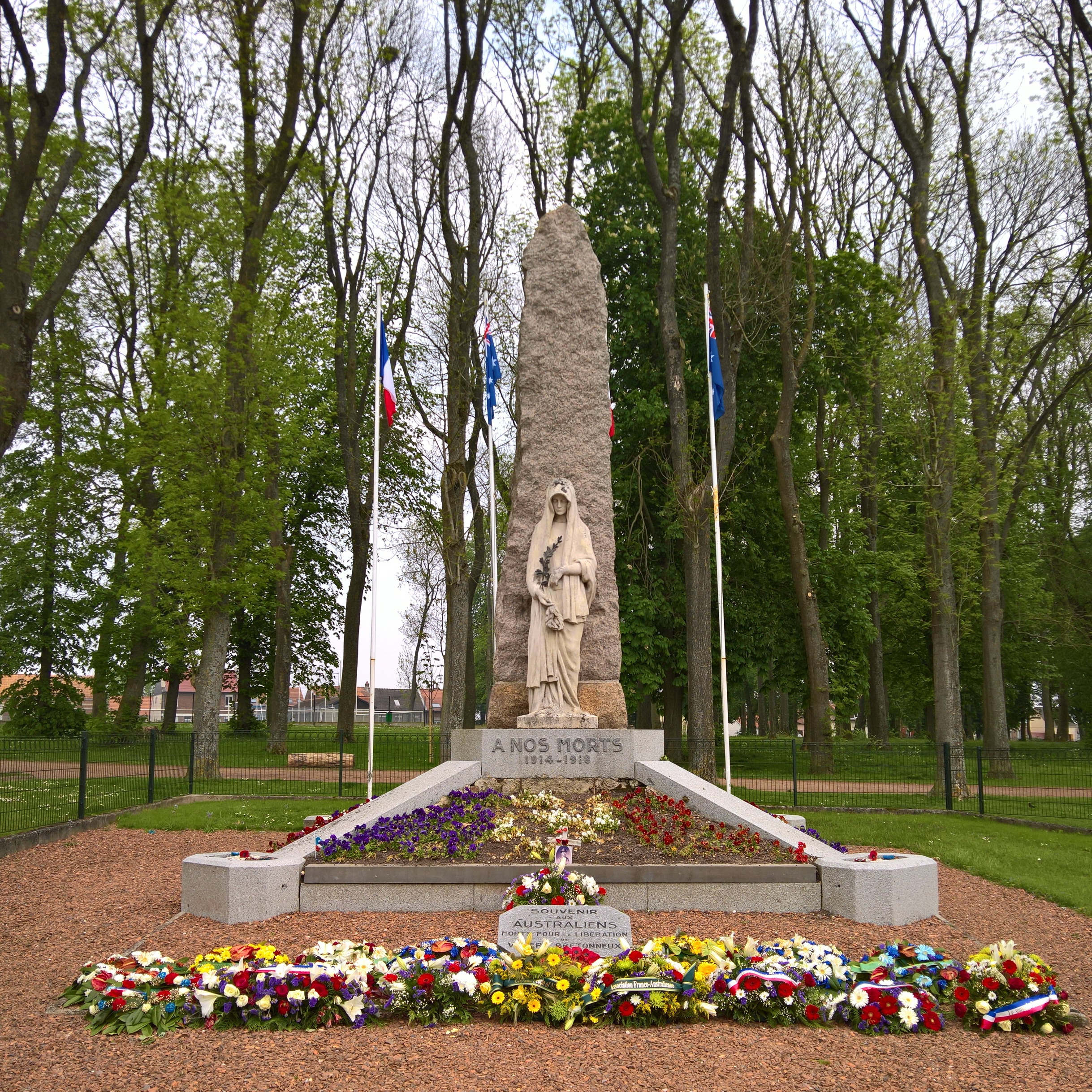
Le monument aux morts dans le parc Vendeville.
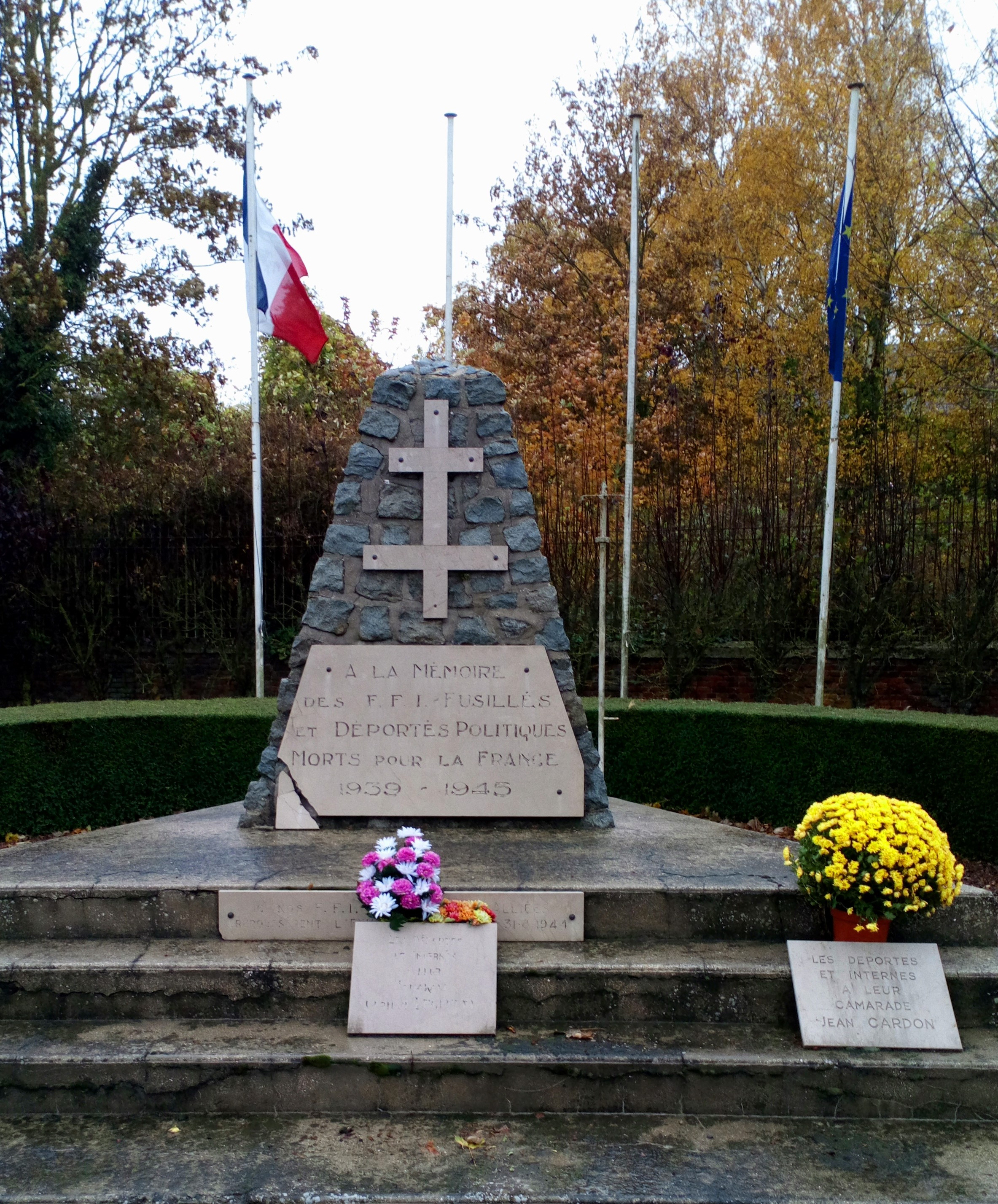
Monument aux FFI.

#### Mémorial national australien et cimetières militaires
Un imposant mémorial a été dressé sur le territoire de la commune de  Fouilloy (sur le côté est de la route départementale 23 menant de Villers-Bretonneux à Fouilloy sur un site en légère pente regroupant 2 143 stèles funéraires blanches, auxquelles on accède par un très large escalier flanqué de part et d'autre par un pavillon de pierre. Le haut de cet escalier est occupé par un gros parallélépipède de pierre indiquant très sobrement « Their name liveth for evermore. », appelé « pierre du Souvenir ».

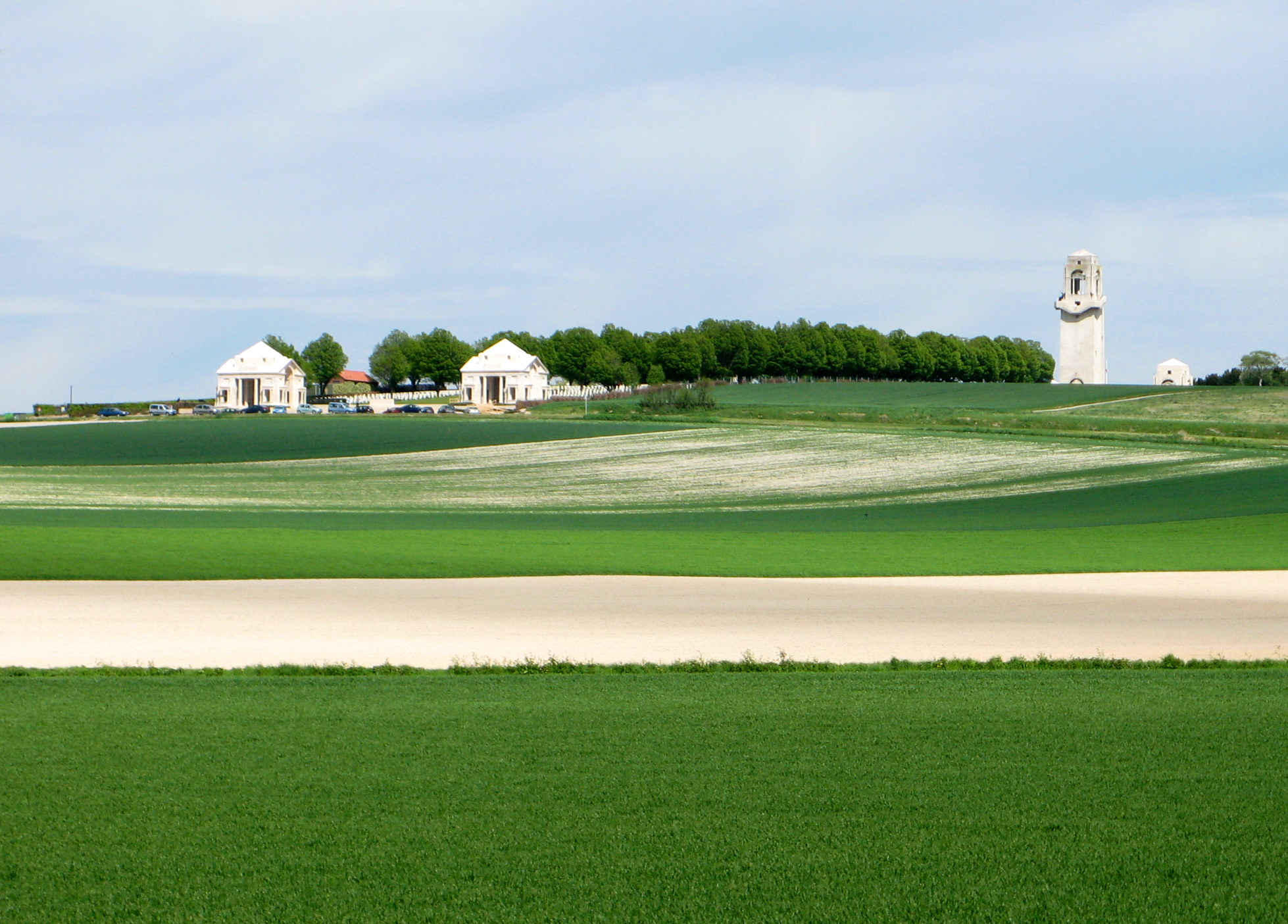
Le « mémorial australien de Villers-Bretonneux » sur le territoire de la commune de Fouilloy.
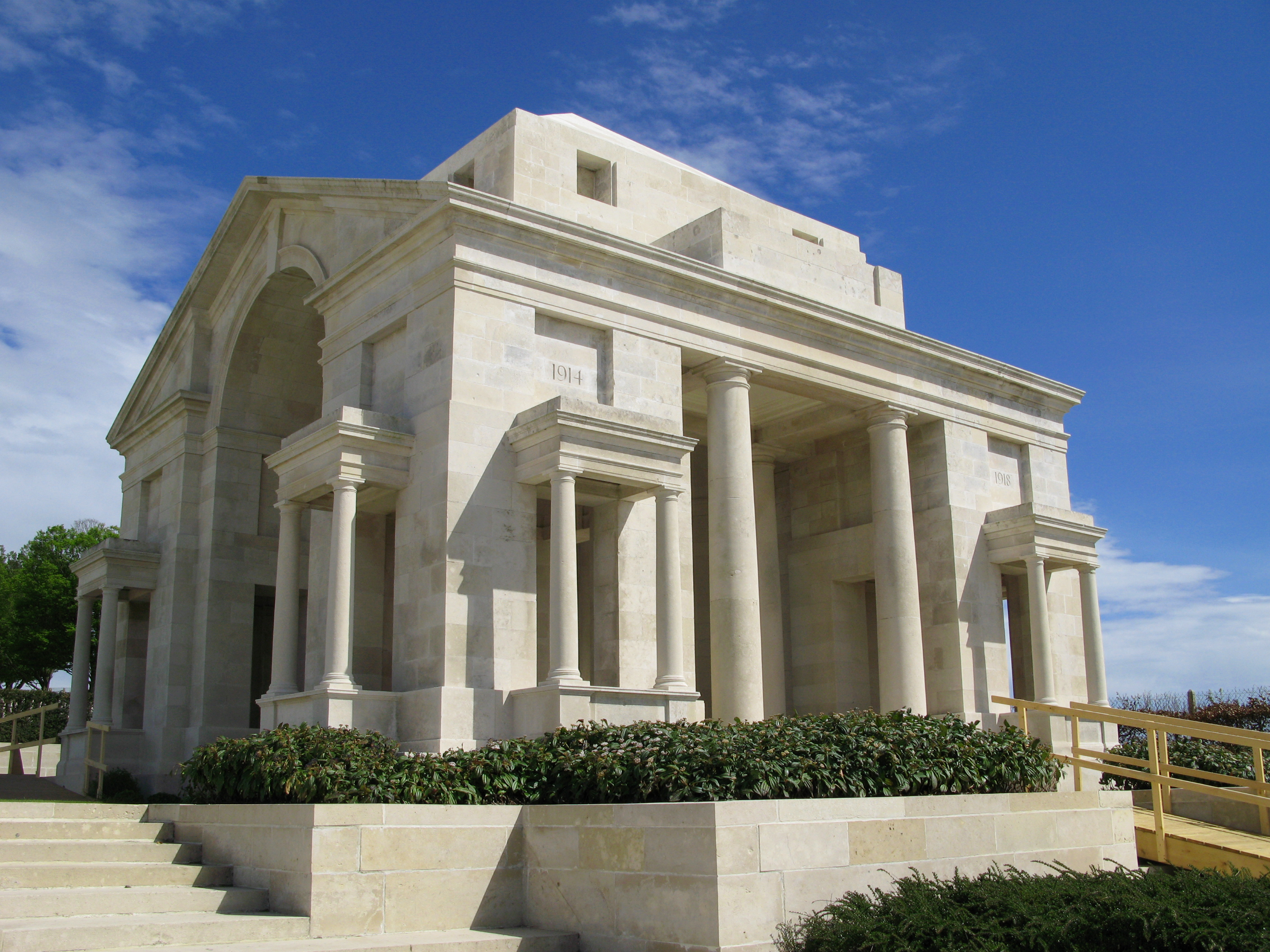
Pavillon de droite (côté sud) à l'entrée du cimetière militaire.
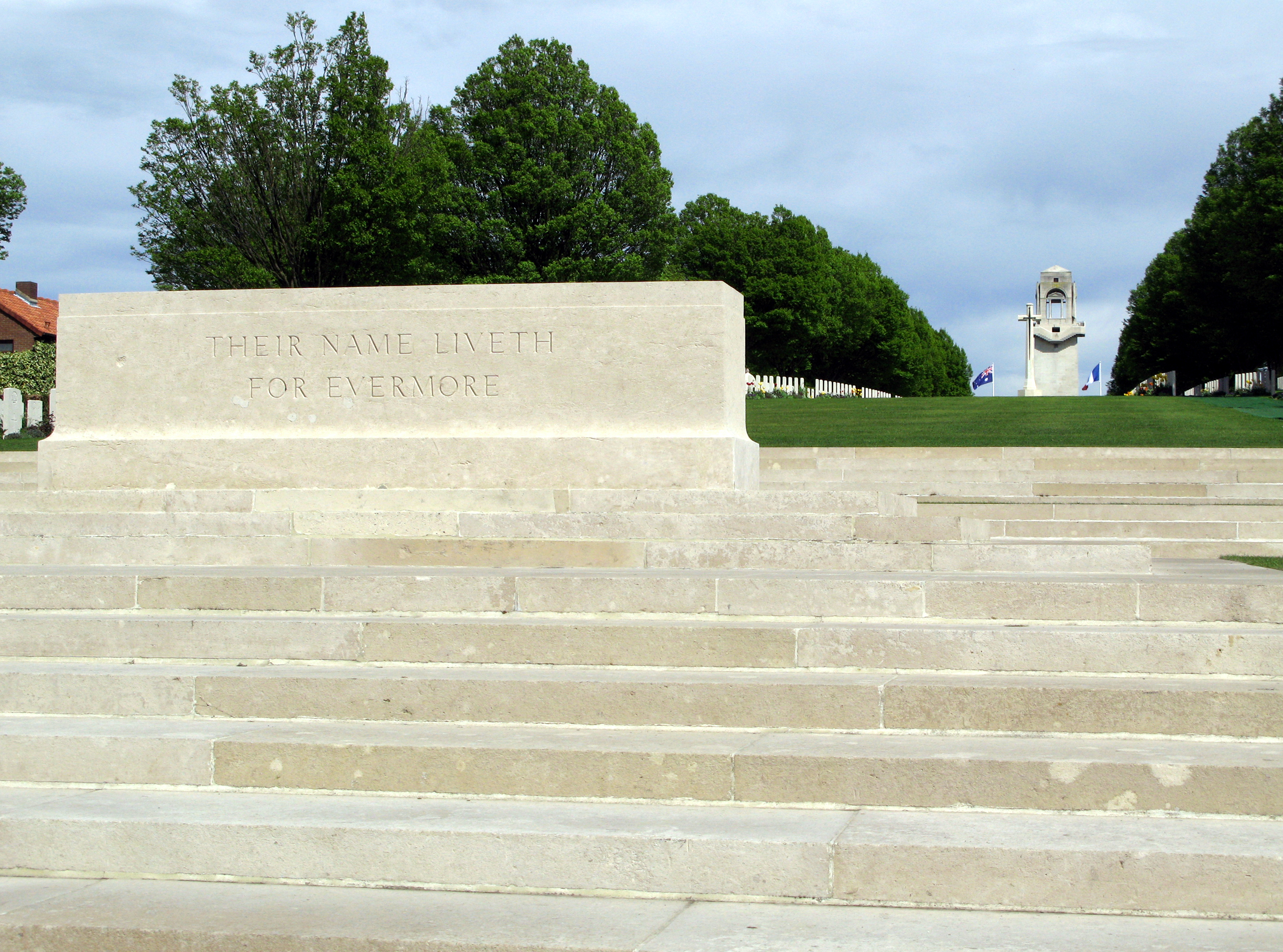
L'escalier est prolongé par une large allée bordée de part et d'autre par des alignements de stèles blanches.

Au-delà des tombes et de la haute croix blanche (croix du Sacrifice) s'élève la tour qui domine les environs. De hauts murs, sur lesquels sont gravés les noms d'une multitude de soldats, la relient à droite et à gauche très symétriquement à deux autres pavillons, pour constituer une sorte de cour intérieure délimitée par deux ailes de pierre blanche. Les angles de ces deux pavillons et ceux du sommet de la tour sont décorés de drapeaux. Le corps de celle-ci est parcouru par un escalier permettant d'accéder au sommet, sur une plate-forme ornée de colonnes, abritant une table d'orientation et offrant un panorama sur le cimetière militaire en contrebas, sur Corbie et les environs.
Le mémorial et la croix du cimetière portent encore des traces d'impacts, subis lors des combats de la Seconde Guerre mondiale, qui imposèrent la nécessité d'une restauration du site.
Le 25 avril de chaque année, le « mémorial national australien » est le lieu principal des cérémonies commémoratives de la Journée de l'ANZAC day. Des personnalités officielles australiennes et néo-zélandaises font alors le déplacement, ainsi que des membres des familles des soldats tués ou disparus lors de la Première Guerre mondiale. Ceux-ci témoignent de leur visite en fixant un coquelicot de papier ou de tissu sur la tombe ou à défaut sur le monument collectif, à côté du nom gravé.
Le 16 avril 2018 voit l'ouverture du centre Sir John Monash derrière le mémorial. Ce bâtiment est un centre d'interprétation qui commémore l'engagement Australien et Néo-zélandais. Il rend hommage aux hommes de l'Australian and New-Zeland Army Corps (ANZAC). Il s'agit d'un centre multimédia interactif et proposant des expériences immersives.

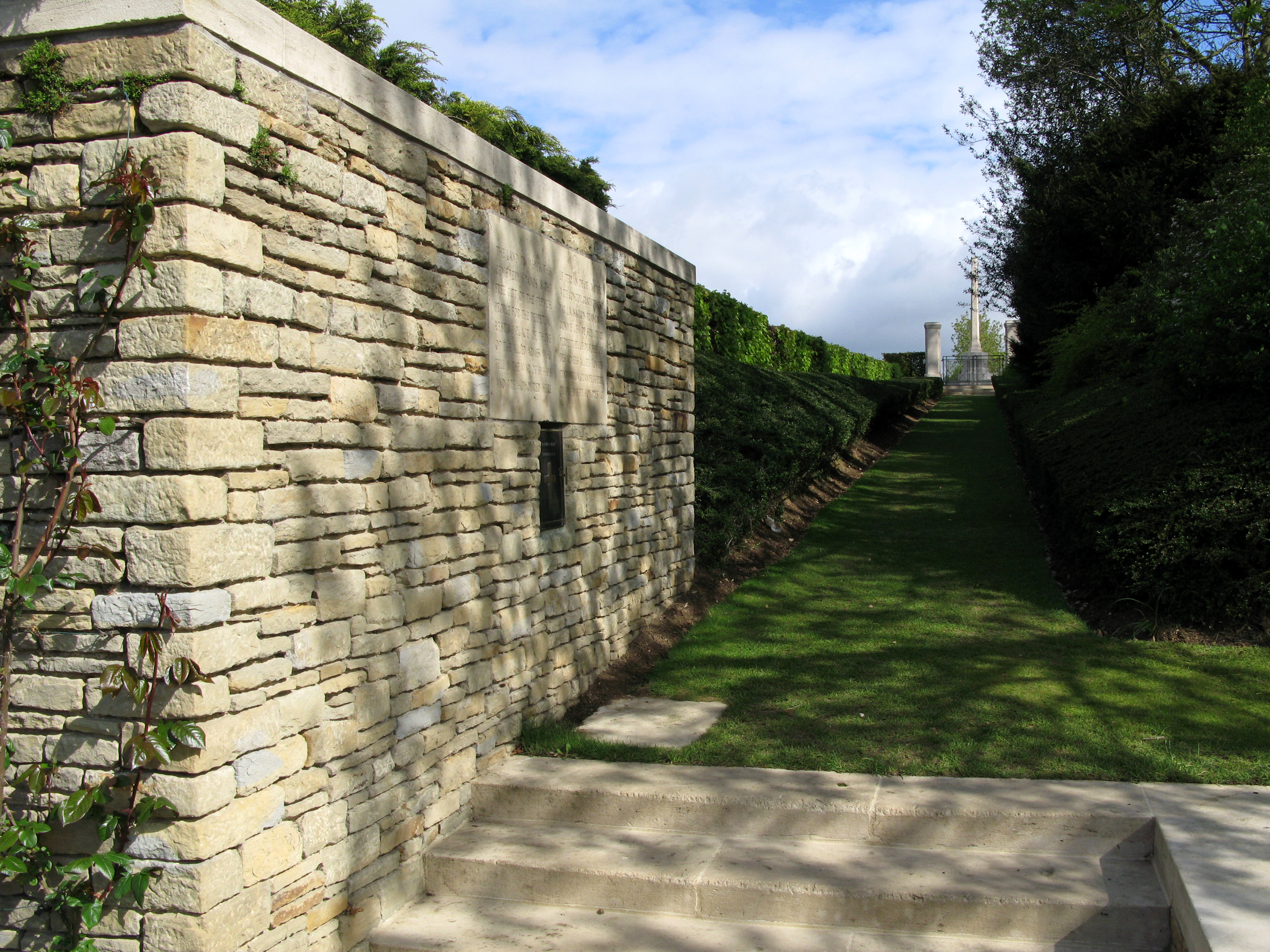
Depuis les quelques marches à l'angle d'un mur signalant le Cimetière Adélaïde, on aperçoit la croix de pierre au bout du sentier.

- Cimetières militaires britanniques 
  - Crucifix Corner Cemetery : situé sur la route de Démuin, il rassemble 803 corps dont 287 Britanniques, 76 Canadiens, 296 Australiens, 142 français et 2 Russes. Une stèle avec l'inscription : « aux héros morts pour la défense de Villers-Bretonneux, 24-25 avril 1918, les habitants reconnaissants » a été érigée à l'intérieur du cimetière par la population.
  - Cimetière militaire Adelaïde Cemetery
De surface plus réduite que le site du « mémorial australien », il se trouve juste à la sortie de la bourgade, en direction d'Amiens. On y accède par un sentier en pente légère, signalé par un mur visible de la route, long de quelques dizaines de mètres et débouchant sur un portillon derrière lequel se dresse la traditionnelle haute croix de pierre blanche.

#### Bâtiments industriels anciens
- Usine de Bonneterie Tiberghein Frères[81] ;
- Usine de bonneterie Valton Joseph[82] ;
- Briqueterie Tattegrain[83] ;
- Tissage Rinet Frères[84] ;

#### Monument détruit
Le château Delacour ou « red château » pour les Australiens et Néo-Zélandais, qui servit de logement pour les généraux durant la bataille de la Somme (Foch y séjourna),.
Détruit pendant la Première Guerre mondiale, il fut laissé à l'abandon après 1918 et devint une ruine assez impressionnante, qui intrigua nombre d'automobilistes. Malheureusement les ruines furent abattues en 2004 par décision de la municipalité malgré un projet d'aménagement proposé par les Australiens.
Les ruines du château ont été immortalisées par Delphine Gleize dans son film Carnages en 2002.

### Personnalités liées à la commune
- Waleran de Rivery, seigneur de Rivery et de Villers-Bretonneux, épousa Isabelle, deuxième fille de Jacques de Longroy (conseiller et chambellan du duc de Bourgogne), seigneur de Querrieu, qui fut tué à la bataille d'Azincourt[88] en 1415.
- Dans la deuxième moitié du XVe siècle, le seigneur fut Antoine de Rivery, chevalier, capitaine d'Amiens en 1465 et seigneur de Rivery et Villers-Bretonneux[89].
- Paul Fiolle (1887-1916), médecin et romancier, inhumé à Villers-Bretonneux. Son nom est inscrit au Panthéon parmi les 560 écrivains morts au combat pendant la Première Guerre mondiale.
- Jean Théodore Delacour (1890-1985), ornithologue, fondateur du parc zoologique de Clères, président de la Ligue pour la protection des oiseaux. Il fut l'un des créateurs de l'International Council for Bird Preservation.
- André Malartre (Villers-Bretonneux, 1921 – Paris, 1995), poète et homme de théâtre.
- Gilbert Hecquet, dit Gilbert Richard, producteur-animateur de télévision ; a vécu à Villers-Bretonneux pendant l'Occupation, de 1942 à 1944.

### Héraldique
| Blason de Villers-Bretonneux | Blason  | D'argent à trois lionceaux de sable à la fleur de lys au pied nourri du même en cœur.. |
| Blason de Villers-Bretonneux | Détails | - Support : une branche de laurier et une branche de chêne, accompagnées d'un ruban d'or où est inscrite la devise et portant les ornements extérieurs. - Devise : « Gueux et glorieux. » - Cri : « Don't forget Australia ! » Ornement extérieur : - Croix de guerre 1914-1918 avec palme ; citation à l'ordre de l'armée du 28 octobre 1920 : « Vaillante cité, située sur la ligne de feu à partir de 1918, qui a été en grande partie détruite, tant par les bombardements journaliers que par les combats acharnés dont elle a été l'enjeu. A fait preuve, malgré les souffrances endurées, d'un magnifique courage et d'une patriotique fermeté. A bien mérité du pays ». - Croix de guerre 1939-1945 avec étoile d'argent ; citation à l'ordre du régiment du 11 novembre 1948 : « Courageuse et vaillante commune qui a servi de base de départ pour les attaques de fin mai 1940, menée sur Corbie par la 4e D.I.C., tenue en point d'appui le 5 juin 1940 par cette grande unité. Durement éprouvée, n'en a pas moins continué la lutte clandestine. Deux de ses fils fusillés, quarante cinq autres déportés dont treize morts dans les camps d'internement ». La commune a relevé, en 1972, les armes de la famille de Villers seigneur de la commune au XIVe siècle. |

## Pour approfondir